# Lista blindatelor din cel de-al Doilea Război Mondial
Lista blindatelor din cel de-al Doilea Război Mondial arată blindatele care erau în serviciu sau au fost construite în timpul celui de-al Doilea Război Mondial. Lista include prototipuri, vehicule produse de țări neutre și altele, care nu s-au folosit în lupte. 
S-au omis blindatele care au rămas doar în fază de proiect. În paranteză este specificat numărul de blindate fabricate și țara în care acestea se fabricau.

## Lista după nume

#### 0-9
- 7TP tanc ușor (132; Polonia)

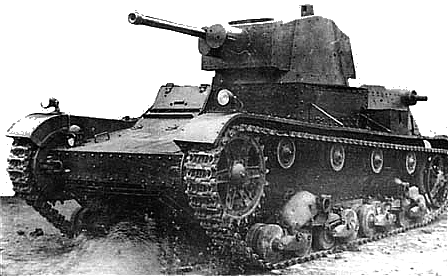
Tanc 7 TP (Polonia) (1935–1939)

- 10TP prototip tanc ușor (~1; Polonia)
- 10.5 cm K (gp.Sfl.) prototip autotun 'Dicker Max' (2; Germania)

#### A

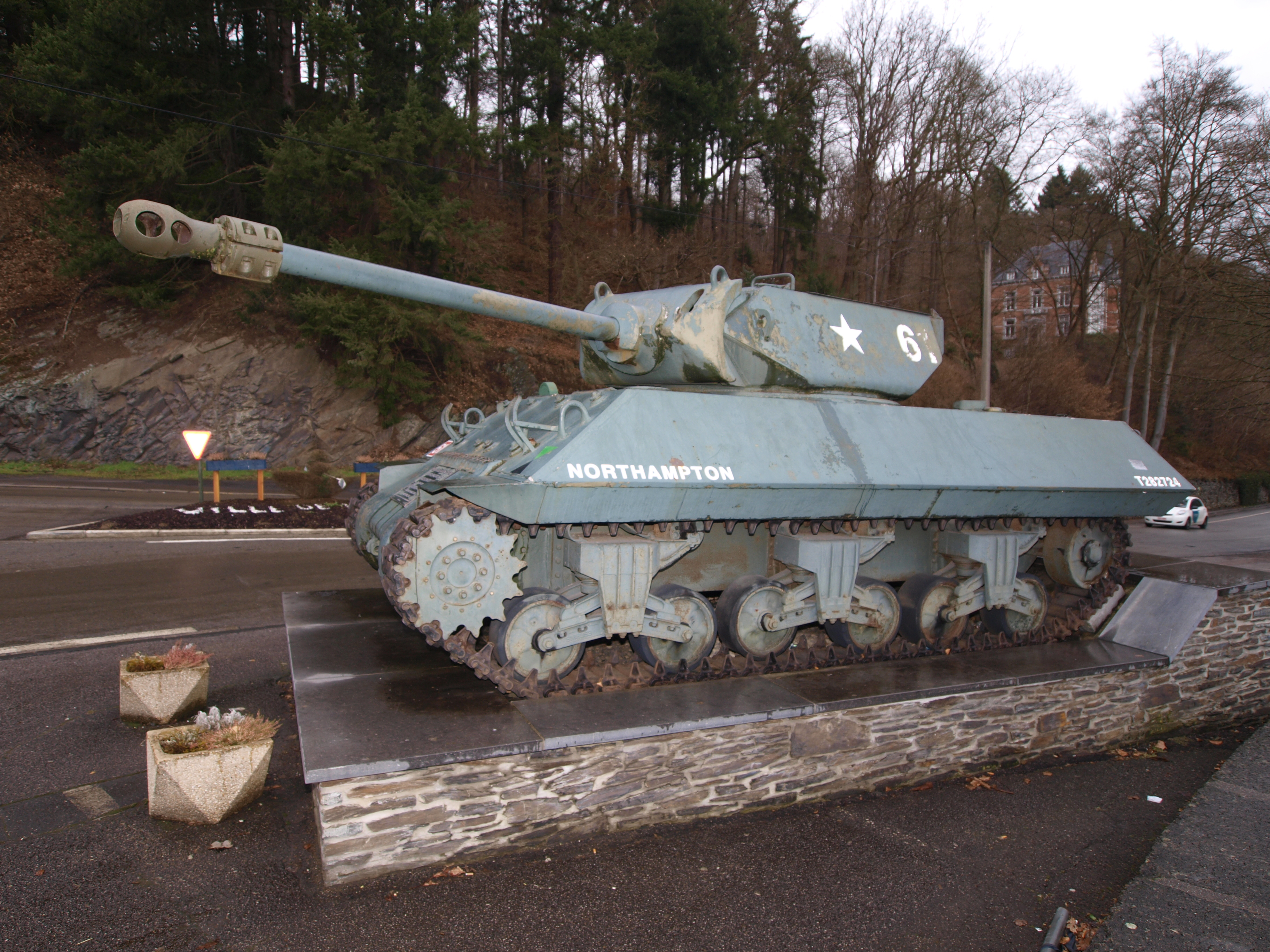
Vânător de tancuri Achilles (Marea Britanie) cu tun de 76mm

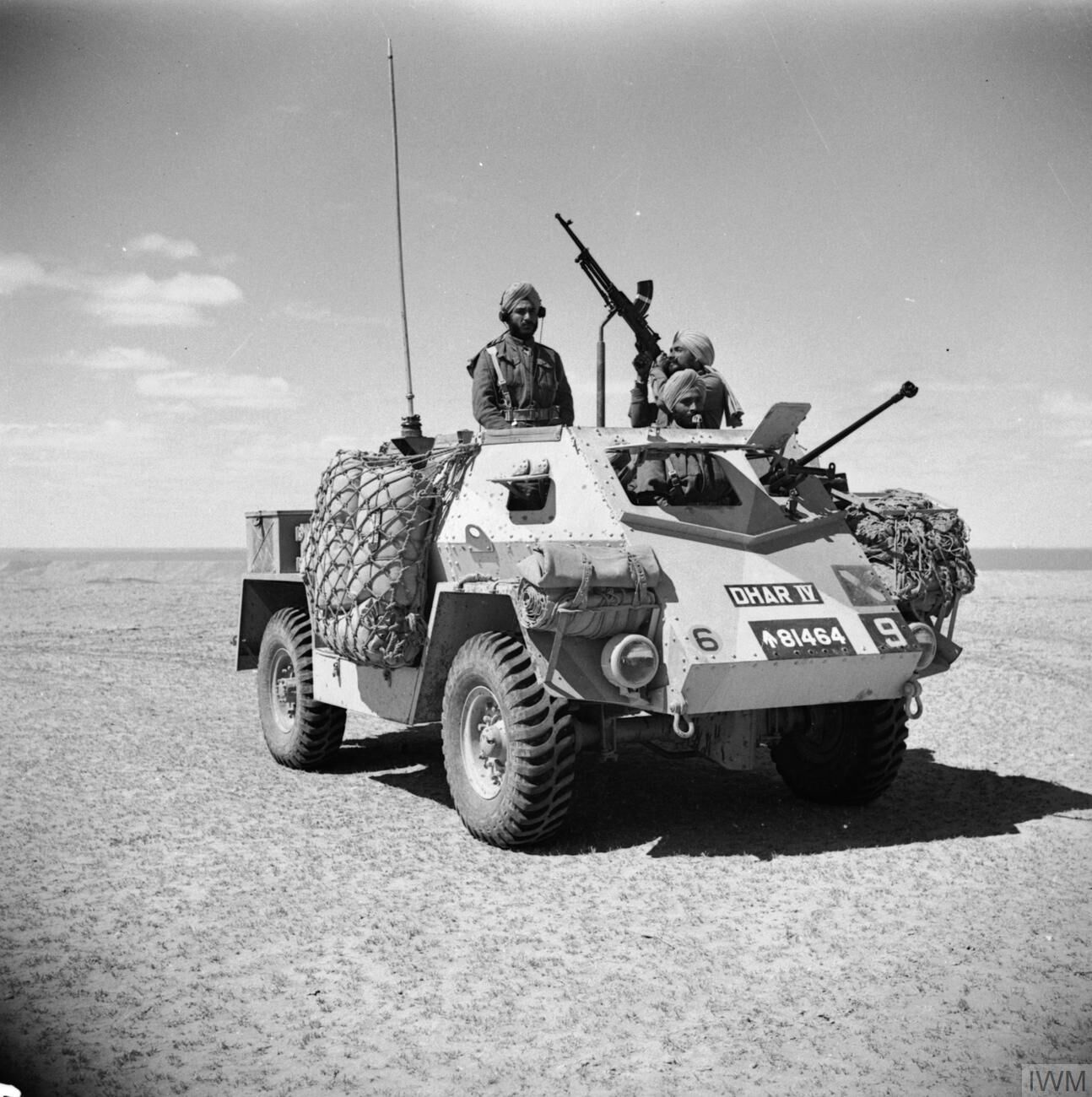
Armoured Carrier Wheeled Indian Pattern

- Achilles vânător de tancuri bazat pe M10 (1.100; Marea Britanie & SUA)
- ADGZ (Steyr) autoblindat (52; Austria & Germania)
- AEC autoblindat  (629; Marea Britanie)
- AEC autoblindat (415; Marea Britanie)
- AH-IV tanchetă (157; Cehoslovacia)
- Alecto autotun experimental, project terminat la sfârșitul războiului. (Marea Britanie)
- AMC 34 tanc ușor (12; Franța)
- AMC 35 tanc de suport al cavaleriei (ACG1 în serviciu Belgian) (57+; Franța)
- AMC Schneider P 16 blindat semișenilat ("AMC Citroën-Kégresse Modèle 1929") (100; Franța)
- AMR 33 tanc ușor (123; Franța)
- AMR 35 tanc ușor (167; Franța)
- Antonov A-40 tanc prototip pe baza tancului de recunoaștere T-60 (1; Uniunea Sovietică)
- Archer "SP 17pdr, Valentine, Mk.I" vânător de tancuri (655; Marea Britanie)
- Armadillo camion blindat proiectat pentru apărare (877; Marea Britanie)
- Armoured Carrier Wheeled Indian Pattern blindat de recunoaștere pe roți (4,655; India)
- Arsenal Crossley autoblindat (13; Estonia)
- Autoblinda 40 autovehicul blindat  (24; Italia)
- Autoblinda 41 autovehicul blindat  (550; Italia)
- Avenger "SP 17pdr, A30 (Avenger)" vânător de tancuri, nefolosit până la sfârșitul războiului (250; Marea Britanie)

#### B

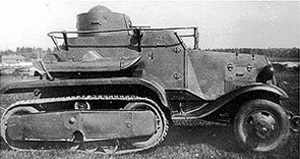
Maşină semişenilată sovietică BA-30

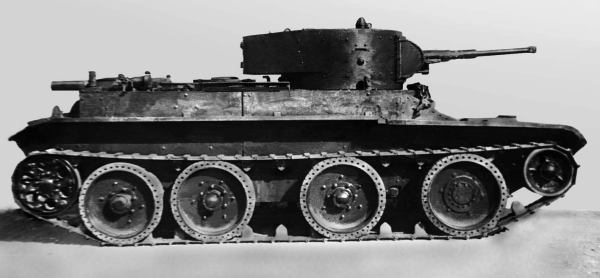
Tanc sovietic BT-5.

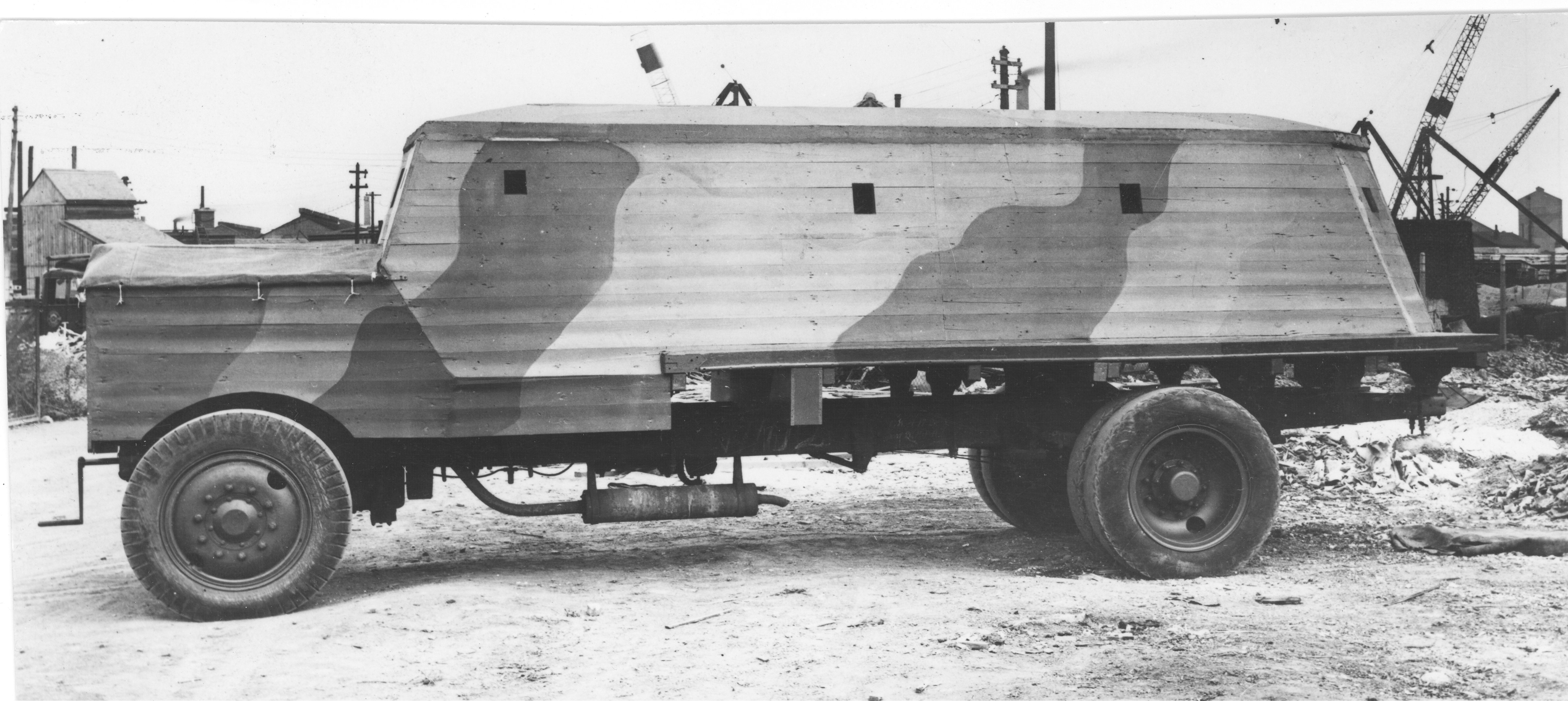
Bizon - Cazemată mobilă de beton

- BA-3 și BA-6 mașină blindată (566; Uniunea Sovietică)
- BA-10 autoblindat (3,311; Uniunea Sovietică)
- BA-11 autoblindat (18; Uniunea Sovietică)
- BA-20 autoblindat(4,800; Uniunea Sovietică)
- BA-21 prototip autoblindat (Uniunea Sovietică)
- BA-27 autoblindat (215; Uniunea Sovietică)
- BA-30 prototip autoblindat semișenilat (Uniunea Sovietică)
- BA-64 autoblindat (9,110; Uniunea Sovietică)
- BA-I autoblindat (82; Uniunea Sovietică)
- Badger versiunea aruncătoare de flăcări a tancului Ram (Canada)
- Bedford OXA autoblindat improvizat construit pe șasiul unui camion greu (948; Marea Britanie)
- Bishop "Carrier, Valentine, 25pdr gun Mk.I" artilerie autopropulsată (100; Marea Britanie)
- Bison camion blindat improvizat construit pentru rol de cazemată mobilă (~2-300; Marea Britanie)
- Borgward IV Sd.Kfz. 301 vehicul de atac al cazematelor (1181; Germania)
- Black Prince "Tank, Infantry (A43)", tanc prototip pentru infanterie cu tun de 17 pdr (6; Marea Britanie)
- Bob Semple tanc prototip tanc (4; Noua Zeelandă)
- BT Series tanc rapid (8.060; Uniunea Sovietică)
- BT-42 tun de asalt (18; Finlanda)

#### C

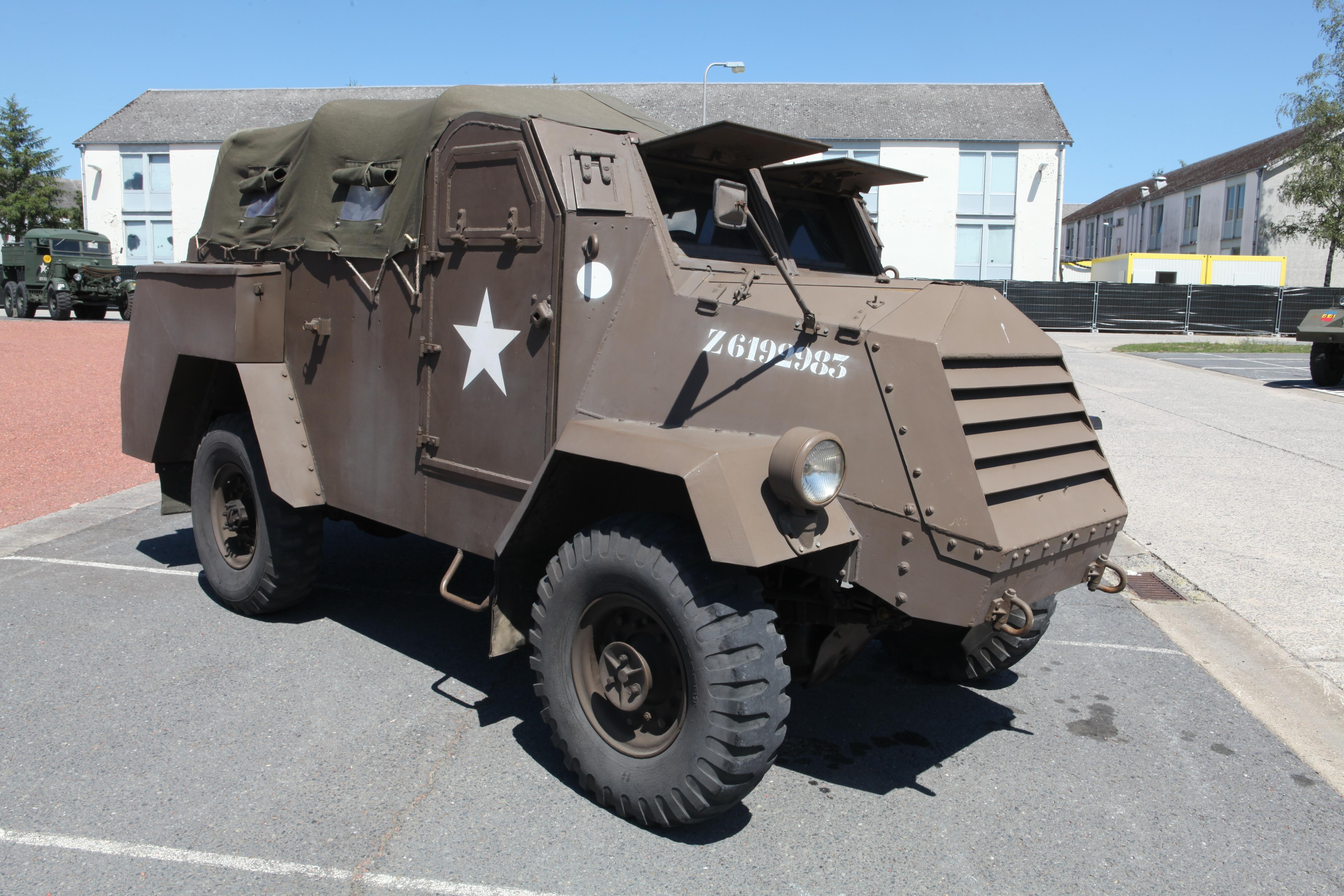
Maşină blindată C15TA

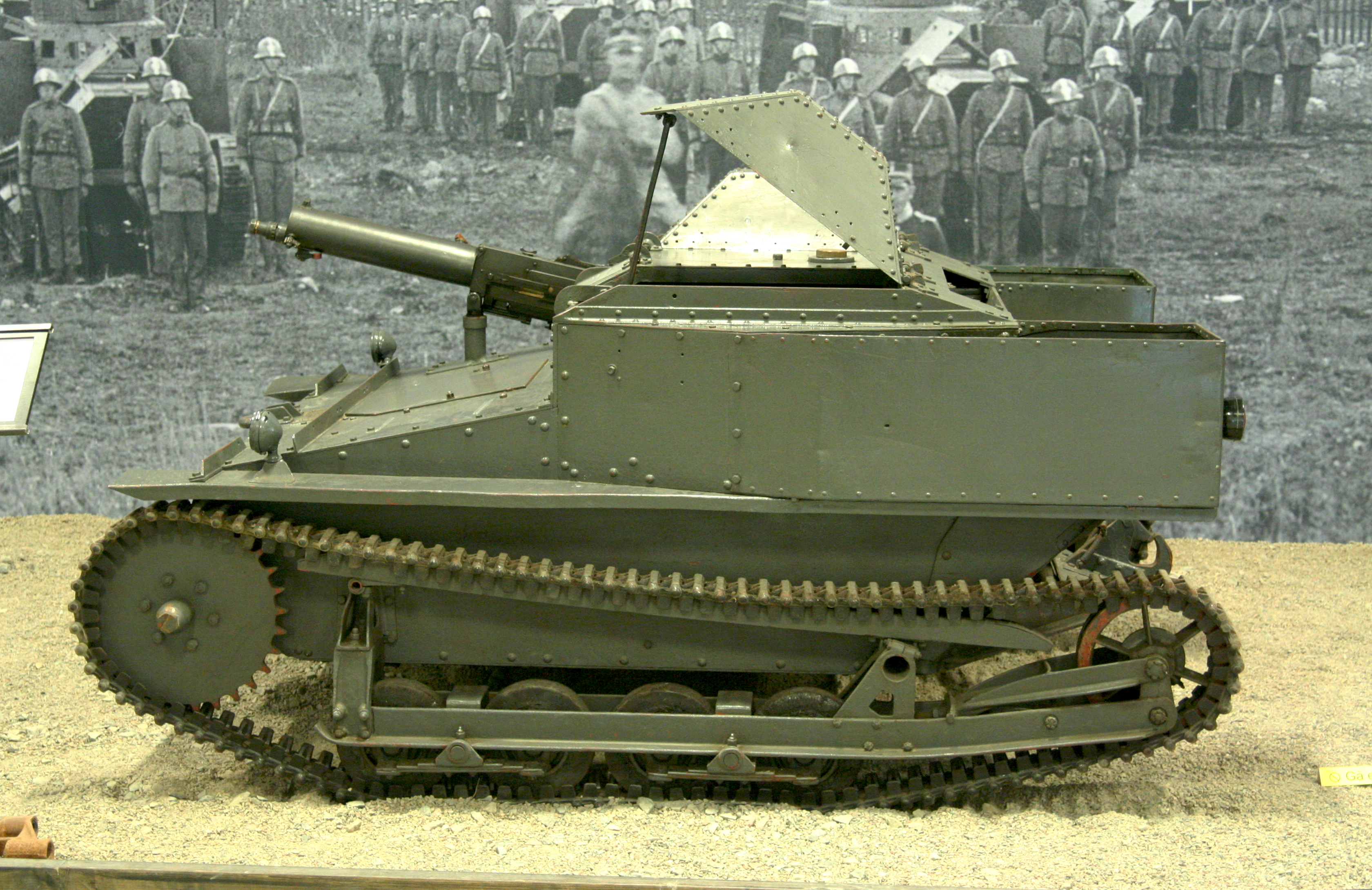
Tanchetă Carden-Loyd Mk.VI (1927–1935)

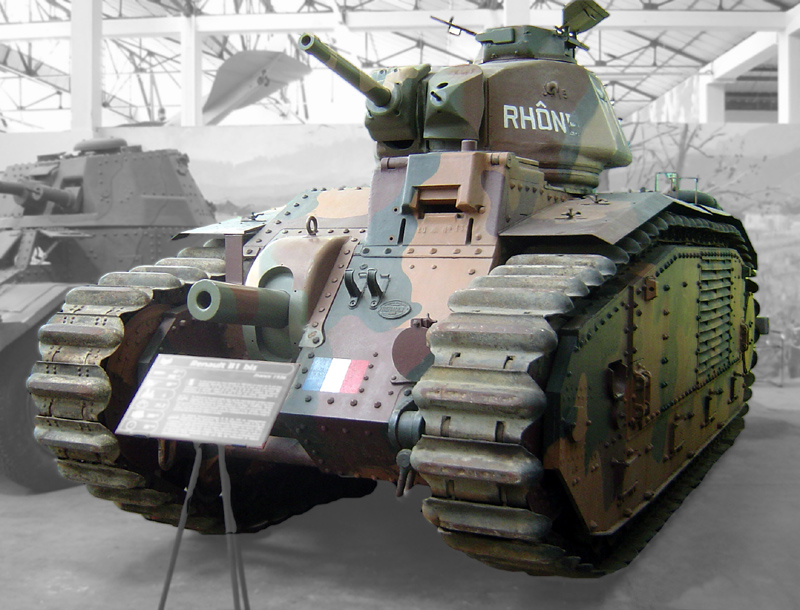
Tanc greu Char B1 (Franţa)

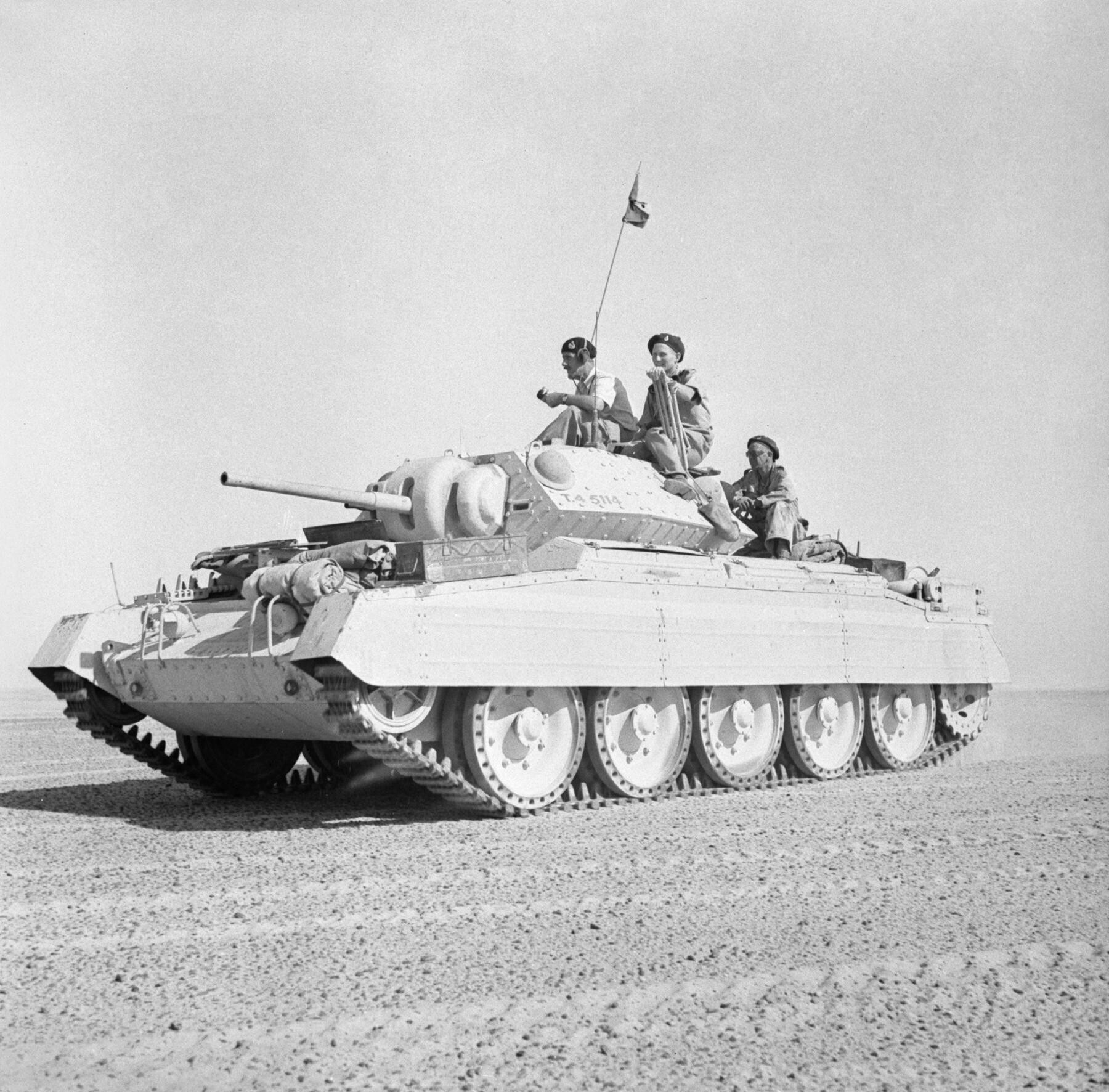
Tanc britanic Crusader Mk VI (1941–1945)

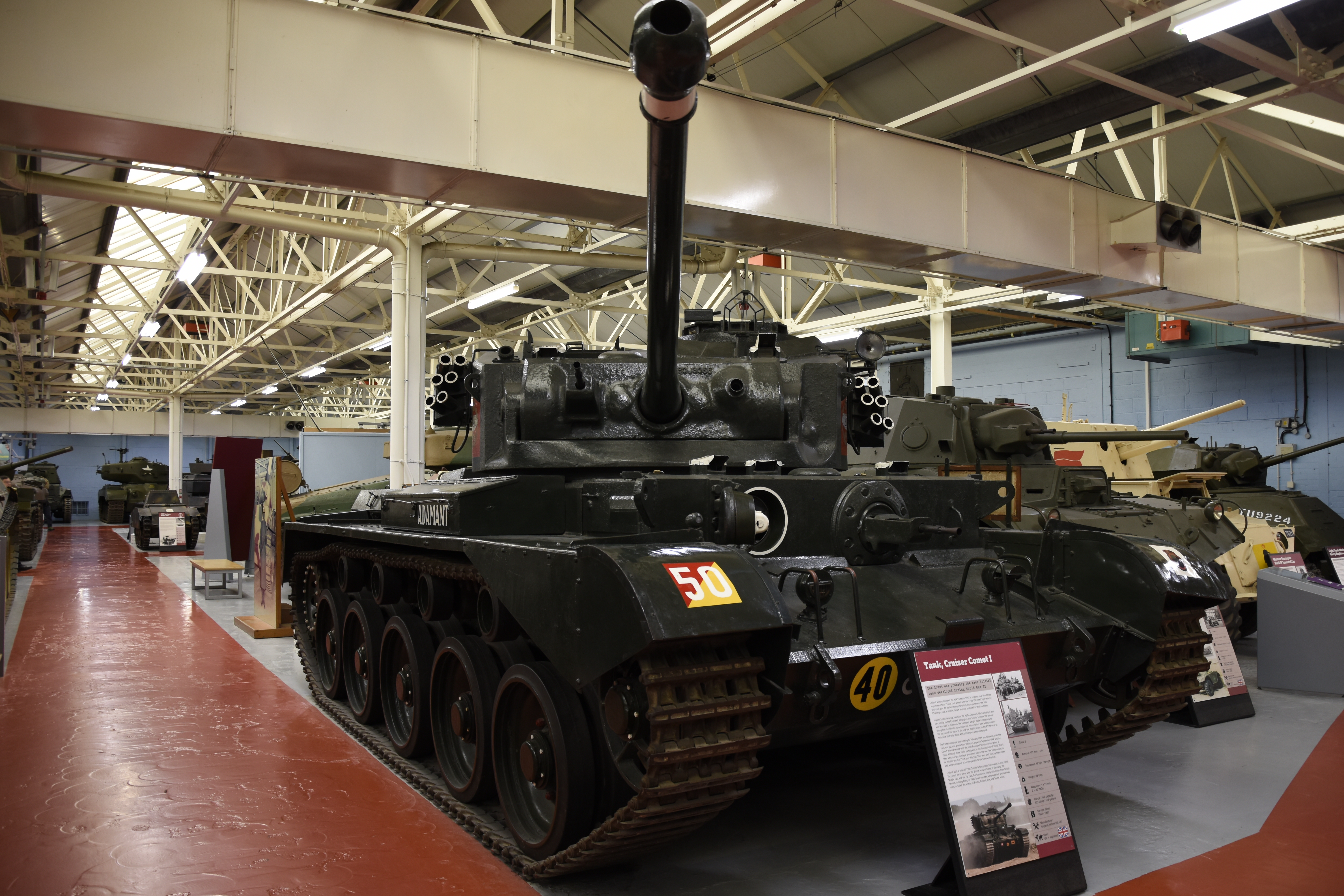
Tanc britanic Comet

- C7P tractor artilerie (151; Polonia)
- C15TA Armoured Truck (3.960; Canada)
- Calliope (T34) lansator de rachete construit pe M4 Sherman tanc (SUA)
- Tanchetă Carden Loyd (450; Marea Britanie)
- Carro Armato M Celere Sahariano prototip tanc (1; Italia)
- Char 2C tanc supergreu  FCM2C (10; Franța)
- Char B1 tanc greu Renault (405; Franța)
- Char D1 tanc principal de luptă Renault (150; Franța)
- Char D2 tanc principal de luptă Renault (100; Franța)
- Șenileta Renault UE  (5.294; Franța & România)
- Tanc Churchill tanc greu de sprijin al infanteriei, Mk IV (A22) (7,368; Marea Britanie)
- Cockatrice aruncător de flăcări pentru apărarea aerodroamelor (66; Marea Britanie)
- Coventry Armoured Car (283; Marea Britanie)
- Crossley-Chevrolet Armoured Car (Marea Britanie)
- Cruiser Mk I (A9) (125; Marea Britanie)
- Cruiser Mk II (A10) (175; Marea Britanie)
- Cruiser Mk III (A13) (65; Marea Britanie)
- Cruiser Mk IV (A13 Mk.II) (655; Marea Britanie)
- Cruiser, Mk V Covenanter (A13 Mk.III) (1,771; Marea Britanie) (Niciodată nu a fost folosit în luptă)
- Cruiser, Mk VI Crusader (A15) (5.300; Marea Britanie)
- Cruiser, Mk VII Cavalier (A24) (500; Marea Britanie)
- Cruiser, Mk VIII Centaur (A27L) (950; Marea Britanie)
- Mk VIII Cromwell (A27M) (3.066; Marea Britanie)
- Cruiser Mk VIII Challenger (A30) (200; Marea Britanie)
- Tanc Cruiser, Comet I (A34) (1.186; Marea Britanie)
- Centurion (tanc) (6 operaționale la sfârșitul războiului; Marea Britanie) (nu a fost utilizat în luptă)
- Csaba (39M & 40M) autoblindat (~100; Ungaria)
- Cultivator No. 6 prototip blindat de săpare a șanțurilor (Marea Britanie)
- CV-33 tanchetă (760; Italia)
- CV-35 tanchetă (1.740; Italia)

#### D

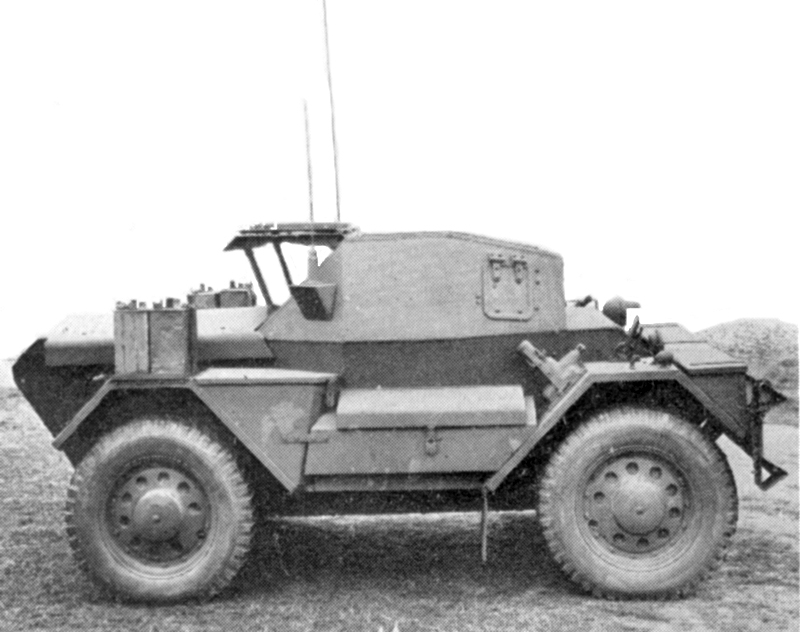
Maşină de recunoaştere britanică Daimler Dingi

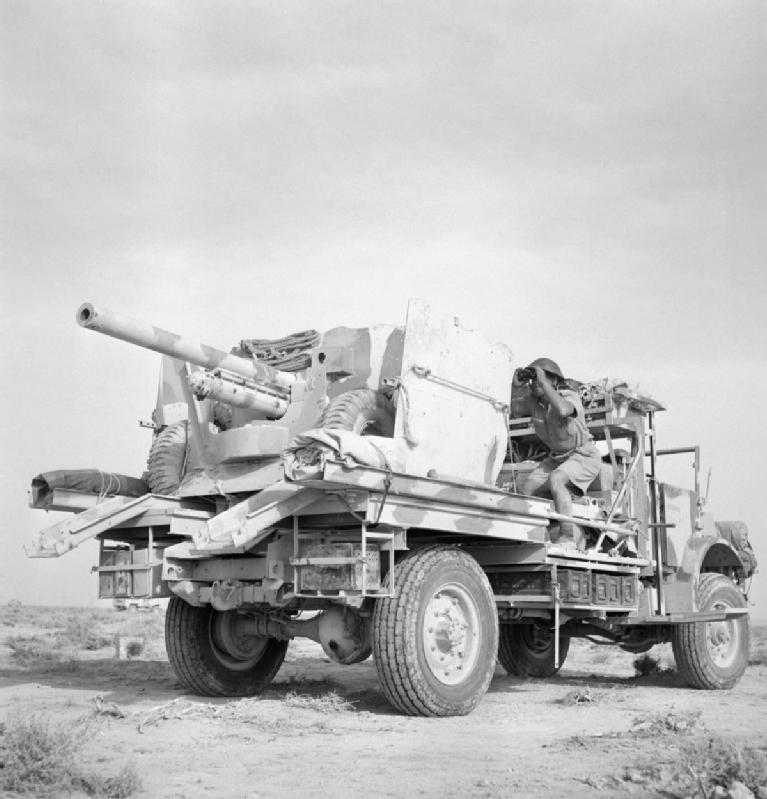
Deacon - artilerie motorizată britanică (1942-43)

- D-8 and D-12 mașină blindată (50; Uniunea Sovietică)
- Mașină blindată Daimler mașină blindată  (2.694; Marea Britanie)
- Daimler Dingo mașină de recunoaștere (6,626; Marea Britanie & Canada)
- Deacon tun vânător de tancuri (175; Marea Britanie)
- Blindat de recunoaștere Dingo (245; Australia)
- Dodge Mk VII și Mk VIII autoblindat (5; Irlanda)

#### E
- Excelsior tanc prototip tanc greu (2; Marea Britanie)

#### F

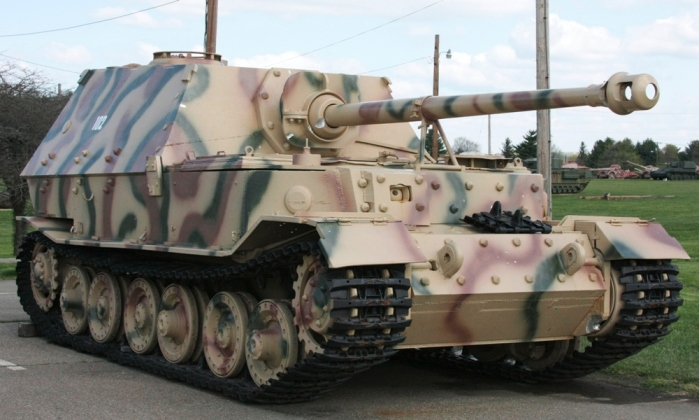
Elefant, tanc greu german

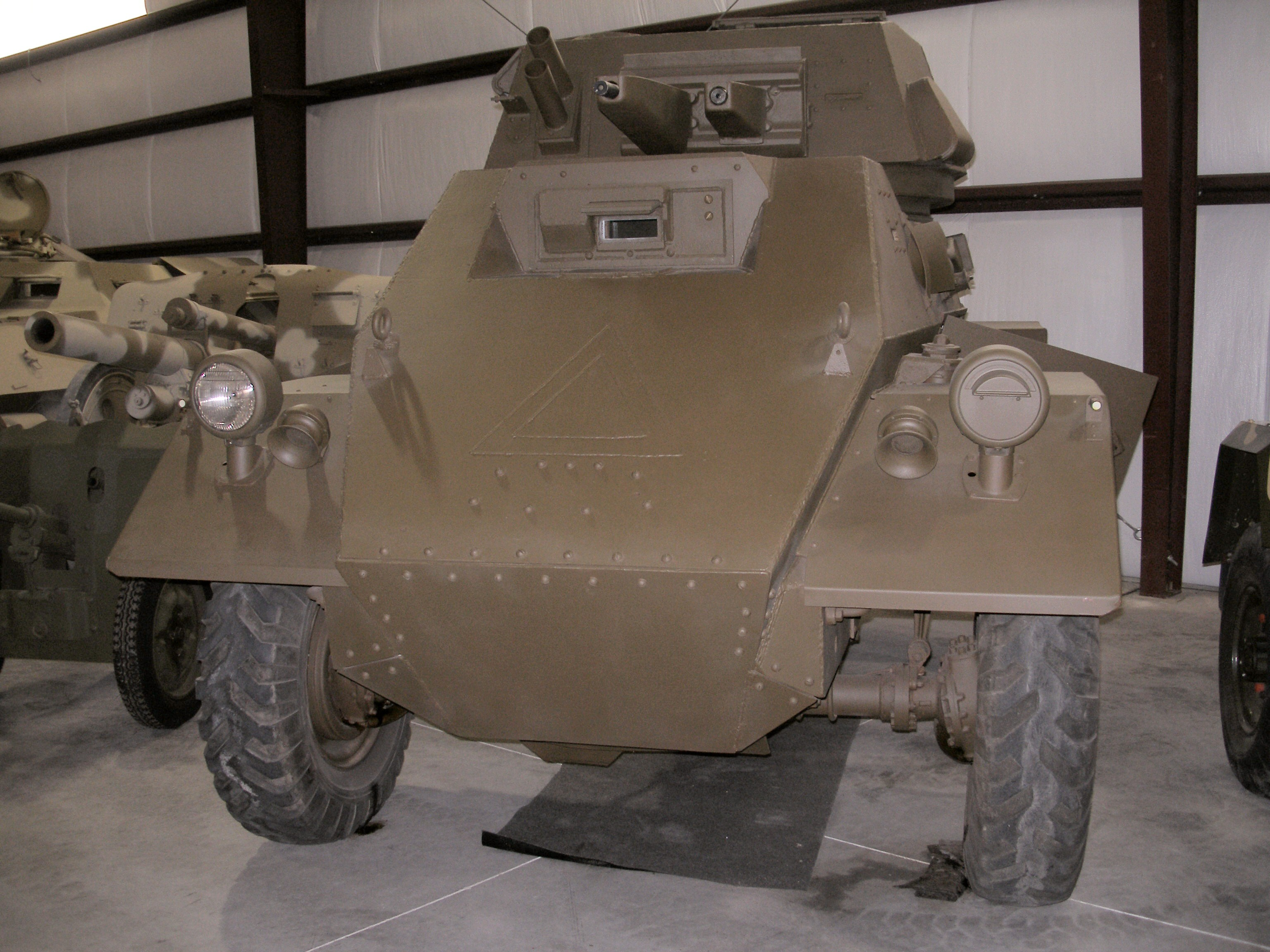
Fox Armored Car, Canada

- FAI autoblindat (636; Uniunea Sovietică)
- FCM 36 tanc ușor (100; Franța)
- Ferdinand/Elefant vânător de tancuri greu (91; Germania)
- Fiat 3000 (L5/21 and L5/30) tanc ușor derivat din Renault FT-17 (200; Italia)
- Flamingo (nume popular pentru PzKpfw II Flamm)
- Flakpanzer I armă antiaeriană autopropulsată (24; Germania)
- Flakpanzer 38(t) armă antiaeriană autopropulsată (141; Germania)
- Ford Mk IV autoblindat (7; Irlanda)
- Ford Mk V autoblindat (14; Irlanda)
- Ford Mk VI autoblindat (28; Irlanda)
- Fox Armoured Car (1.506; Canada)
- FT-17 tanc ușor construit de Renault (1.700+; Franța)

#### G

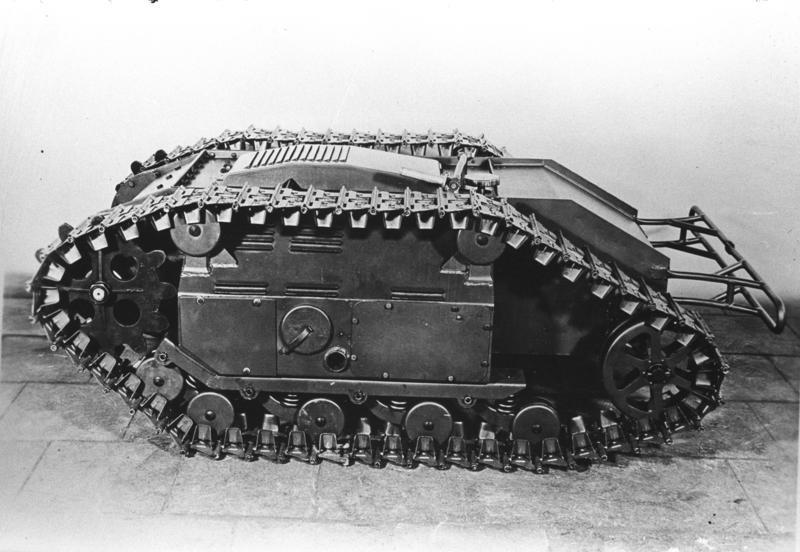
Goliath, lungime: 1,5m

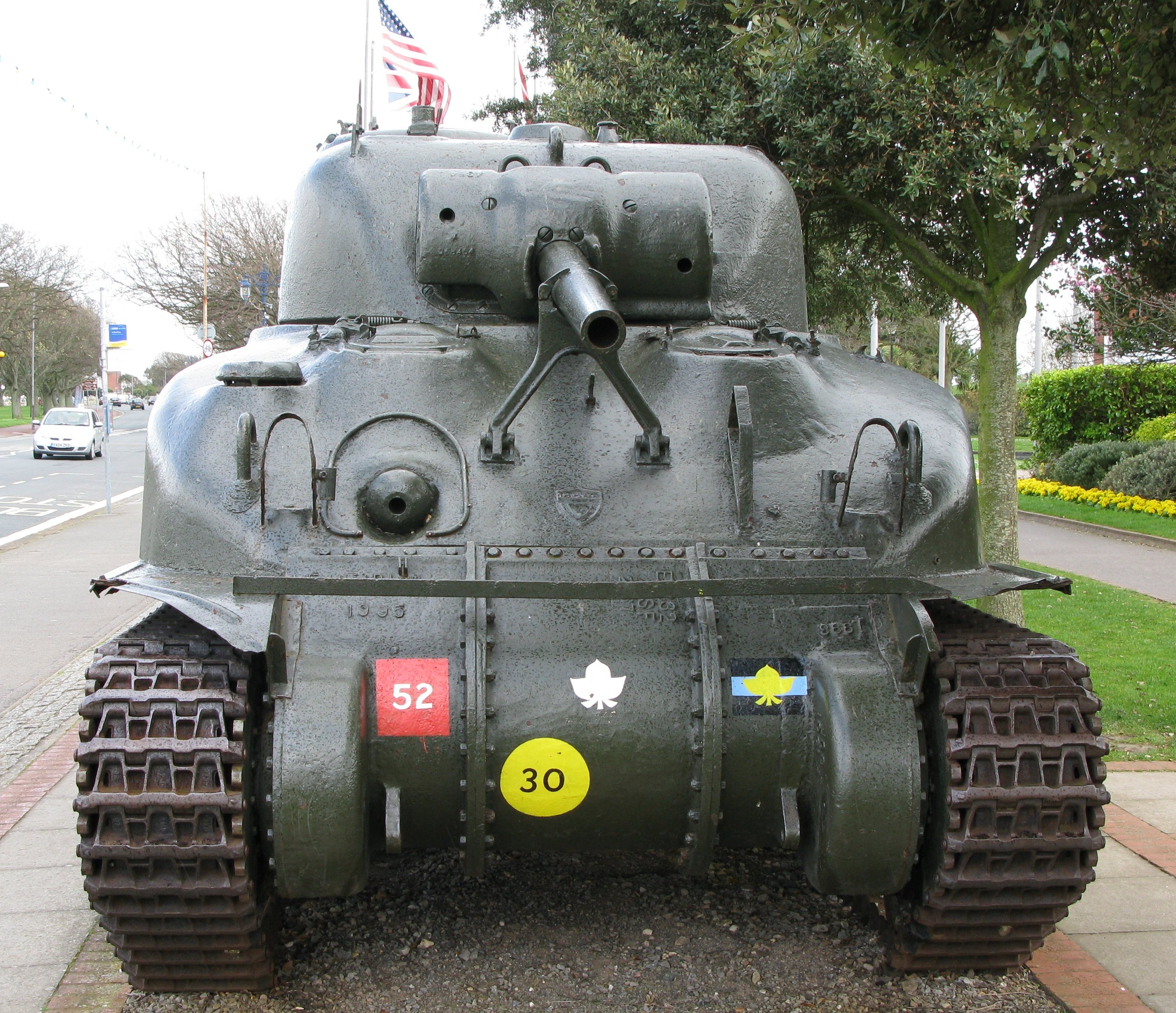
Grizzly pe şasiu Sherman

- Goliath (șenilat) vehicul pentru declanșarea minelor fără echipaj (7.564; Germania)
- Grille tun autopropulsat greu pe șasiu de Pz38(t) (383; Germania)
- Grizzly I tanc pe șasiu de M4 Sherman (188; Canada)
- Guy Armoured Car (101; Marea Britanie)
- Guy Lizard vehicul de comandă blindat (21; Marea Britanie)

#### H

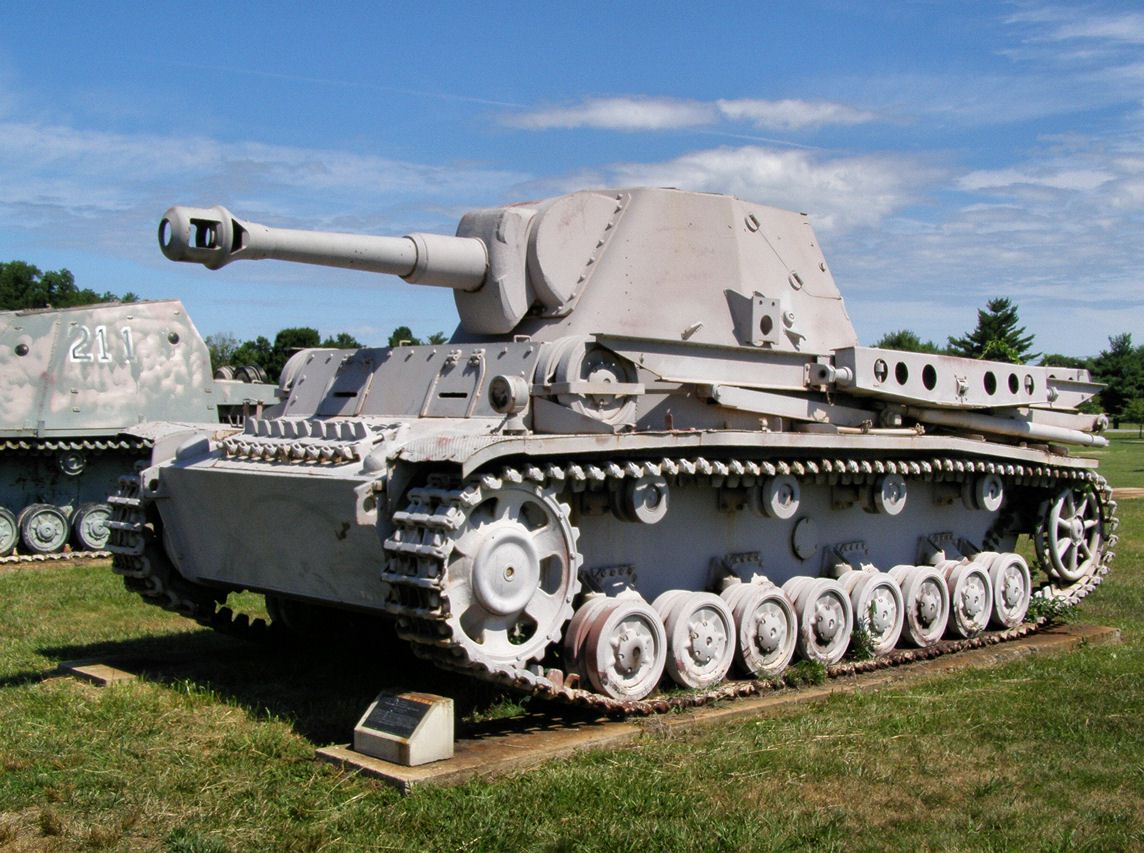
Heuschrecke-10 - autotun german

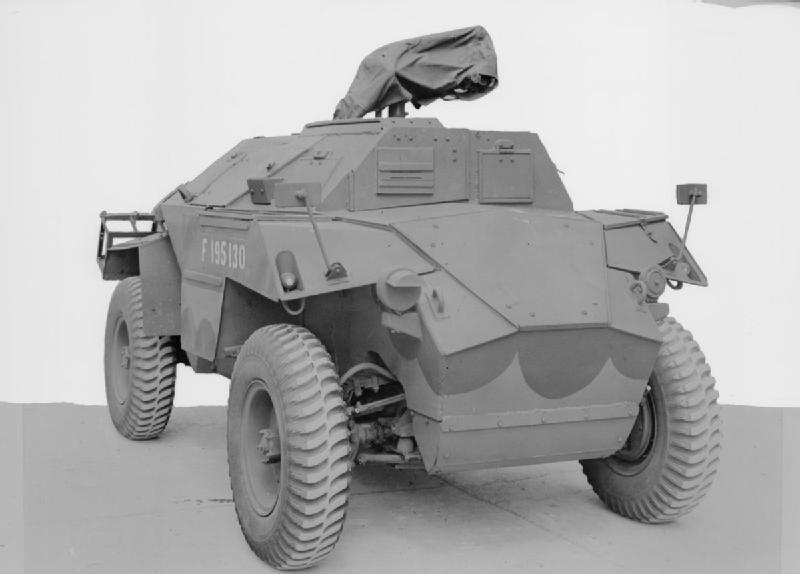
Humber - autoblindat britanic

- Heuschrecke 10 (Waffentrager) prototip autotun demontabil (3; Germania)
- Hotchkiss H35 și H39 tancuri ușoare (~1200; Franța)
- Humber Armoured Car (3.652; Marea Britanie)
- Humber (vehicul) vehicul de recunoaștere (3.600+; Marea Britanie)
- Humber Scout Car (vehicul de recunoaștere (4.100+; Marea Britanie)
- Hummel Panzerfeldhaubitze 18M artilerie autopropulsată (864; Germania)

#### I
- IS-1 "Joseph Stalin" tanc greu (107, transformat în IS-2 înainte de livrare; Uniunea Sovietică)
- IS-2 tanc greu (3.854; Uniunea Sovietică)
- IS-3 tanc greu (2.311 tancuri produse până la mijlocul anilor 1946, probabil niciodată nu a fost folosit în luptă în timpul Războiului Mondial; Uniunea Sovietică)
- ISU-122 autotun greu (2.380; Uniunea Sovietică)
- ISU-152 autotun greu (3.242; Uniunea Sovietică)

#### J

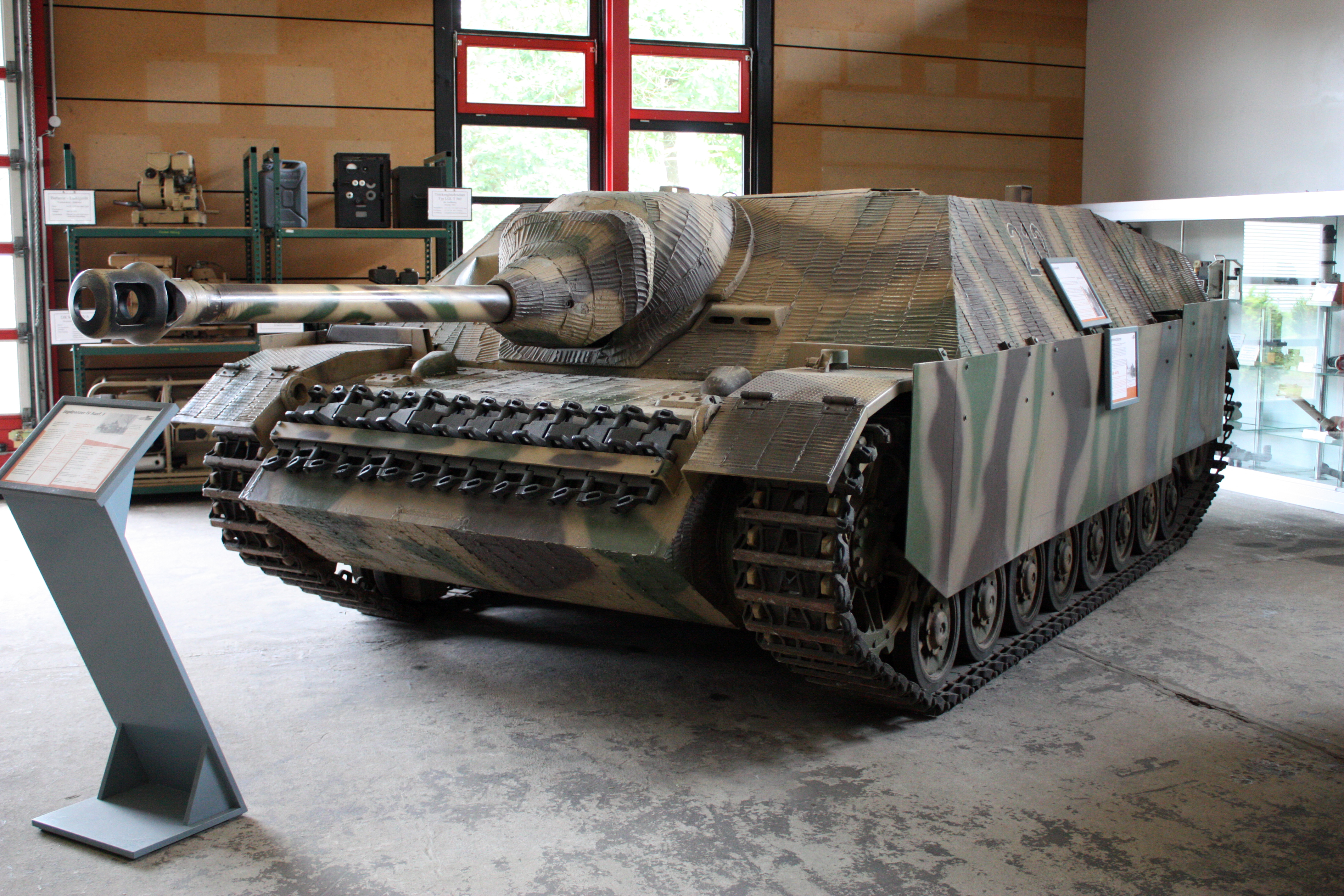
Jagdpanzer IV

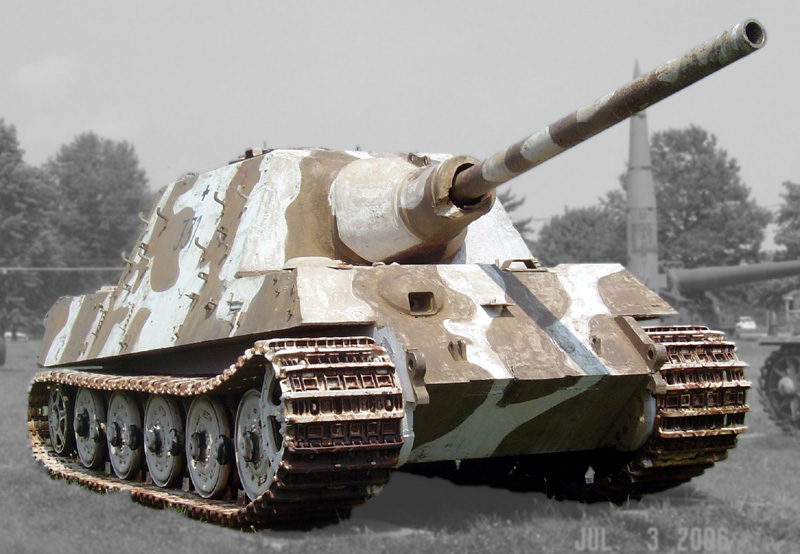
Jagdtiger

- Jagdpanzer 38(t) "Hetzer" vânător de tancuri (~2.827; Germania)
- Jagdpanzer IV vânător de tancuri (1.988+; Germania)
- Jagdpanzer V "Jagdpanther" vânător de tancuri (392; Germania)
- Jagdpanzer VI "Jagdtiger" vânător de tancuri greu  (~80; Germania)
- JS-1, JS-2, JS-3: vezi IS-1 IS-2 IS-3

#### K

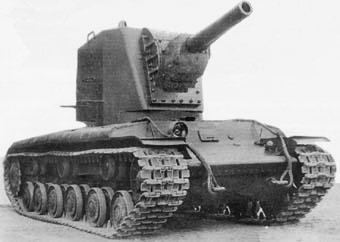
KV-2 sovietic

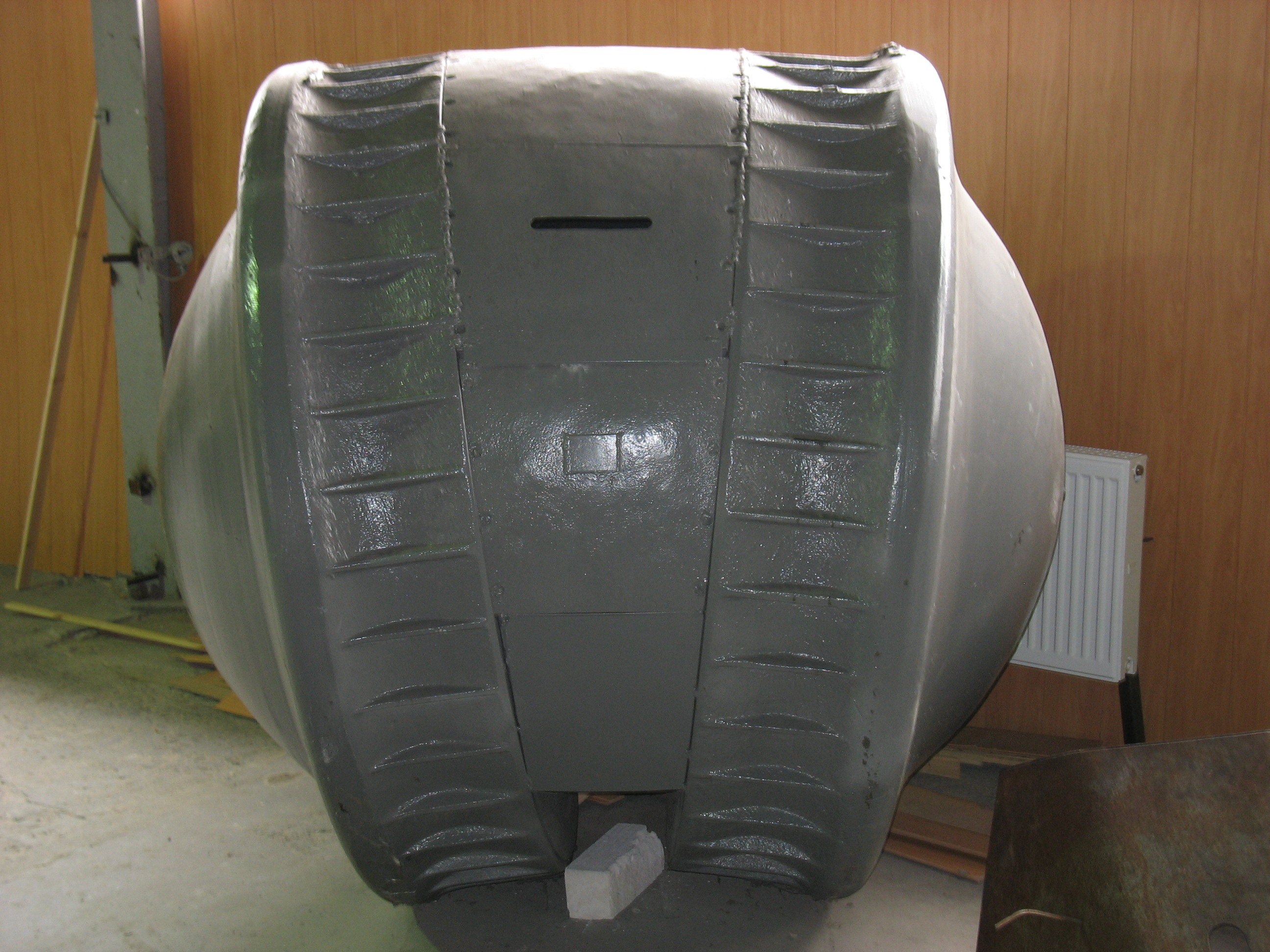
Kugelpanzer german

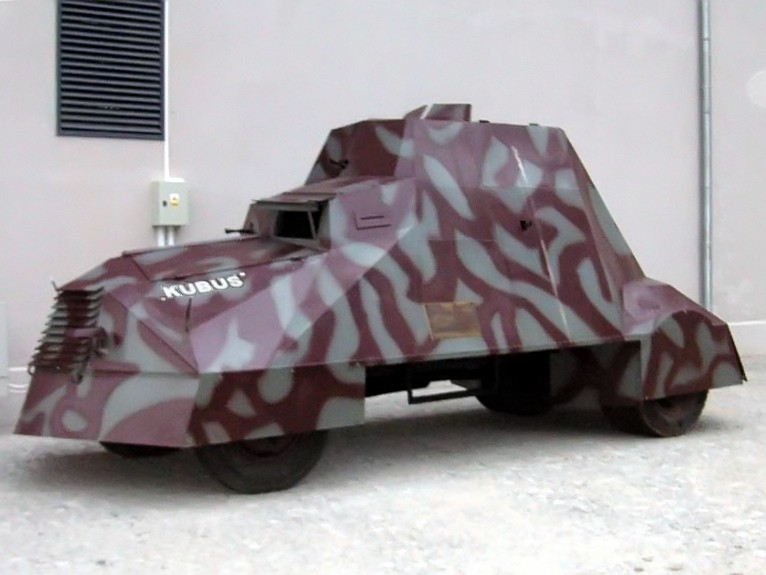
Kubus autoblindat improvizat (Polonia)

- Kangaroo transportor blindat pentru trupe, variantă a lui Ram tanc (100+; Canada), M4 Sherman, M7 Priest și alte vehicule.
- KhTZ-16 tanc improvizat ușor (60; Uniunea Sovietică)
- KP-bil transportor blindat pentru trupe (Suedia)
- Komsomoleț T-20 tractor blindat de artilerie (T-20) (4.401; Uniunea Sovietică)
- Kubuś autoblindat improvizat (1; Polonia)
- Kugelblitz prototip autopropulsat tun antiaerian (2-6; Germania)
- Kugelpanzer prototip vehicul armat (1; Germania)
- Tanc KV-1 tanc greu (5.219+; Uniunea Sovietică)
- KV-2 tanc cu obuzier de 152mm (255; Uniunea Sovietică)
- Prototipuri tancuri KV (93+; Uniunea Sovietică)
- KV-85 tanc greu (148; Uniunea Sovietică)

#### L
- L6/40 tanc ușor (283; Italia)

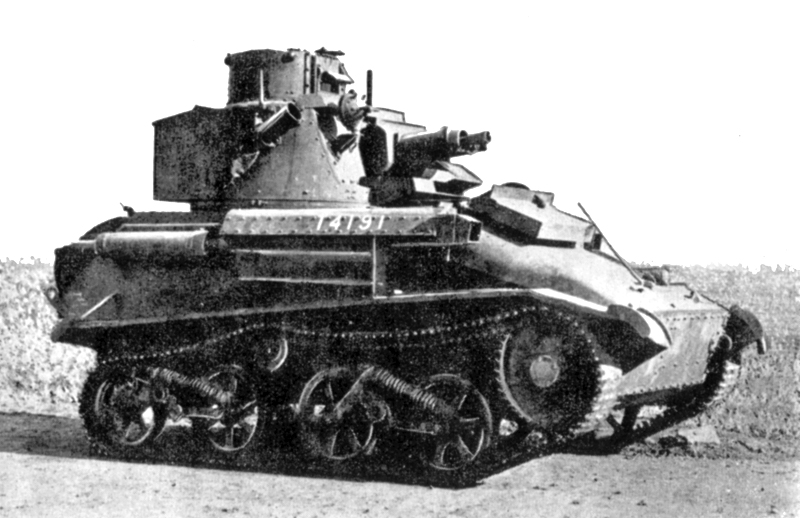
Vickers Mark VI tanc uşor britanic

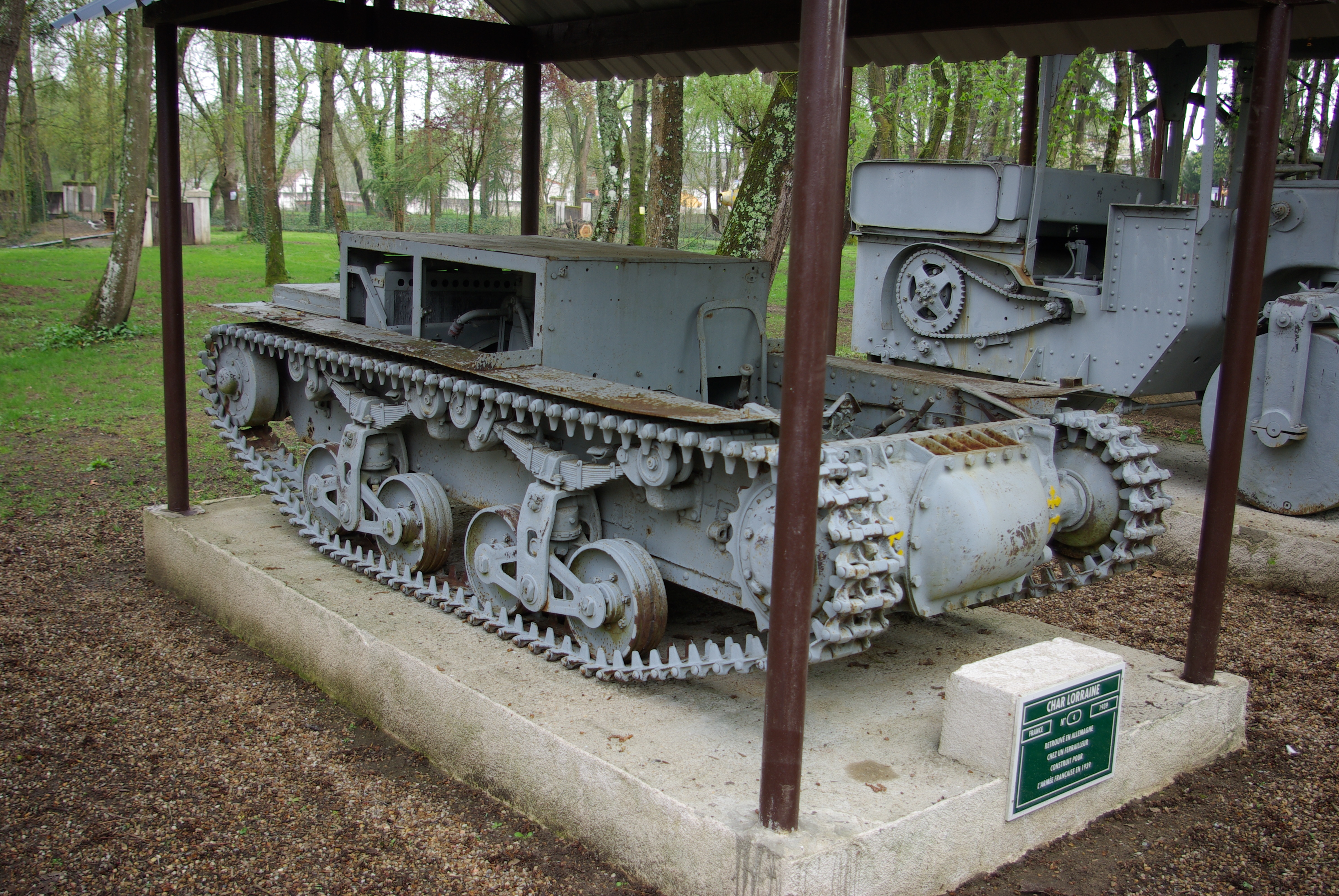
Lorraine 37L-tractor francez

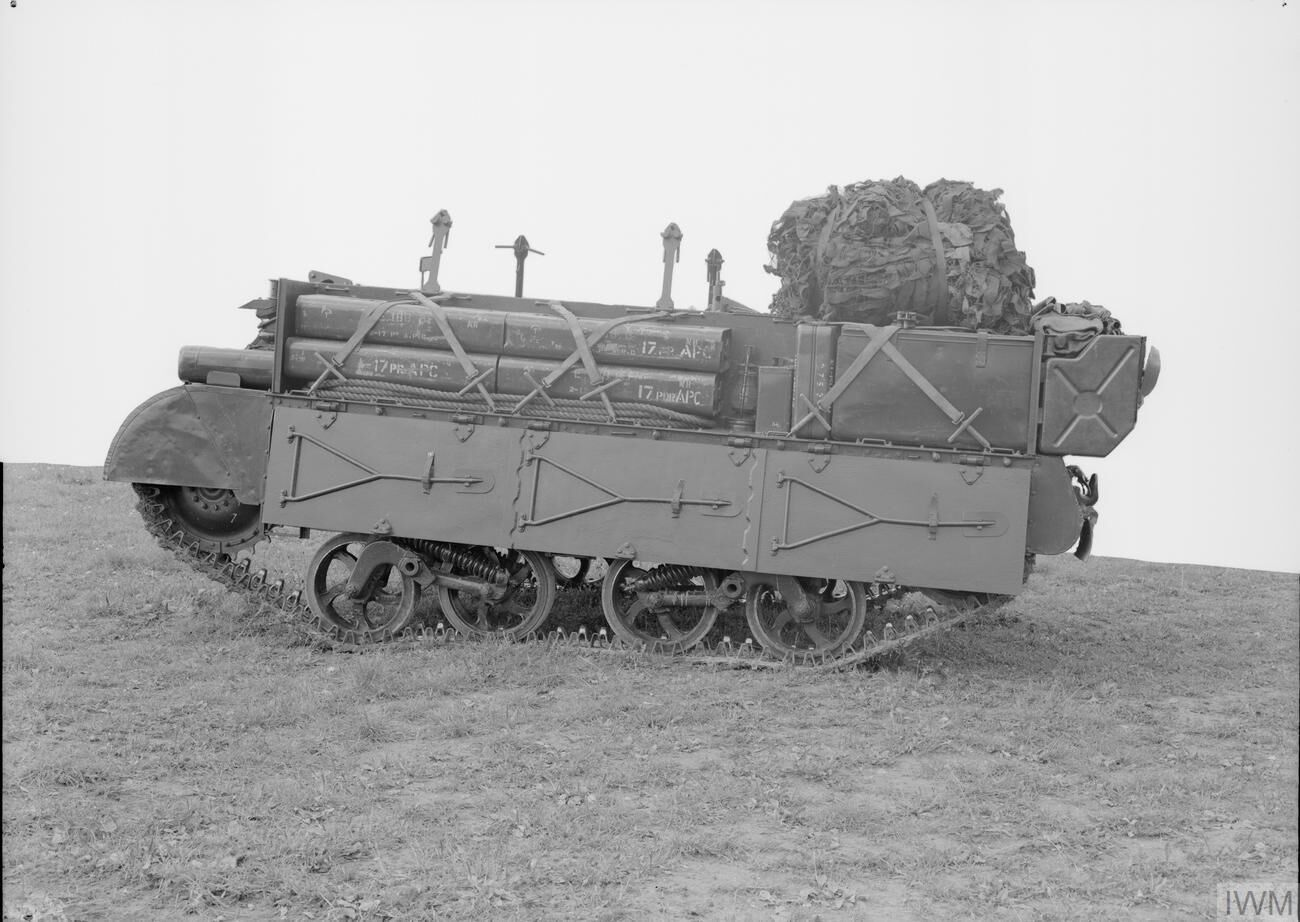
Loyd-transportator britanic

- Laffly S15 TOE mașină de recunoaștere (45; Franța)
- Lanchester Armoured Car (38; Marea Britanie)
- Lancia IZM autoblindat (120; Italia)
- Landing Vehicle Tracked LVT(A)1,2,4,5 Amtracs (3,119; SUA)
- Landsverk L-100 prototip tanc ușor (Suedia)
- Landsverk L-120 prototip tanc ușor (2; Suedia)
- Landsverk L-180, L-181 și L-182 autoblindat (48; Suedia)
- Landsverk L-185 prototip autoblindat (1; Suedia)
- Leichttraktor prototip tanc ușor (4; Germania)
- Leyland Armoured Car (4; Irlanda)
- Tanc ușor Tank Mk I (9 sau 10; Marea Britanie)
- Tanc ușor Mk II (66; Marea Britanie)
- Tanc ușor Mk III (42; Marea Britanie)
- Tanc ușor Mk IV (34; Marea Britanie)
- Tanc ușor Mk V (22; Marea Britanie)
- Tanc ușor Mk.VI (1.682; Marea Britanie)
- Tanc ușor Mk VII cunoscut ca Tetrarch (177; Marea Britanie)
- Tanc ușor Mk VIII Harry Hopkins (100; Marea Britanie)
- Mașină de recunoaștere blindată Lince (250; Italia)
- Lorraine 37L  (~630; Franța)
- Transportor Loyd (26.000; Marea Britanie)
- Tanc ușor LT vz. 34 (51; Cehoslovacia)
- LT vz 35  (434; Cehoslovacia)
- LT vz 38   (1.414; Cehoslovacia)
- Luchs nume popular pentru Ausf L al Panzer II)
- Luftvärnskanonvagn L-62 Anti II tun antiaerian autopropulsat (Suedia)
- Autoblindat Pbil m/40|Lynx (~48; Suedia)

#### M

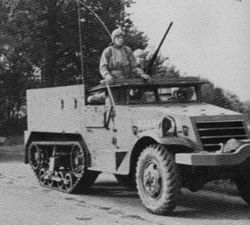
M2 semişenilat american

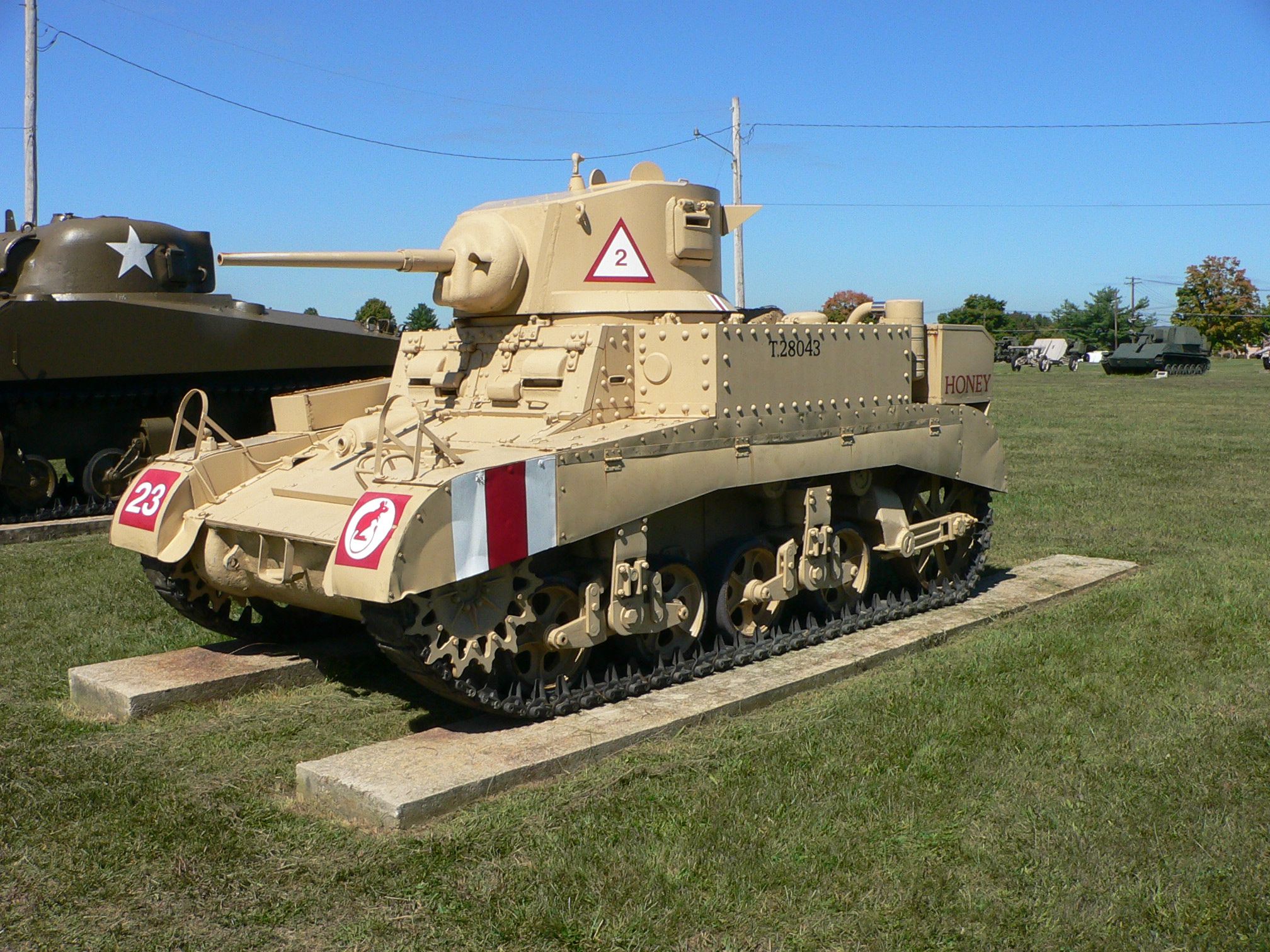
M3 Stuart-tanc uşor american

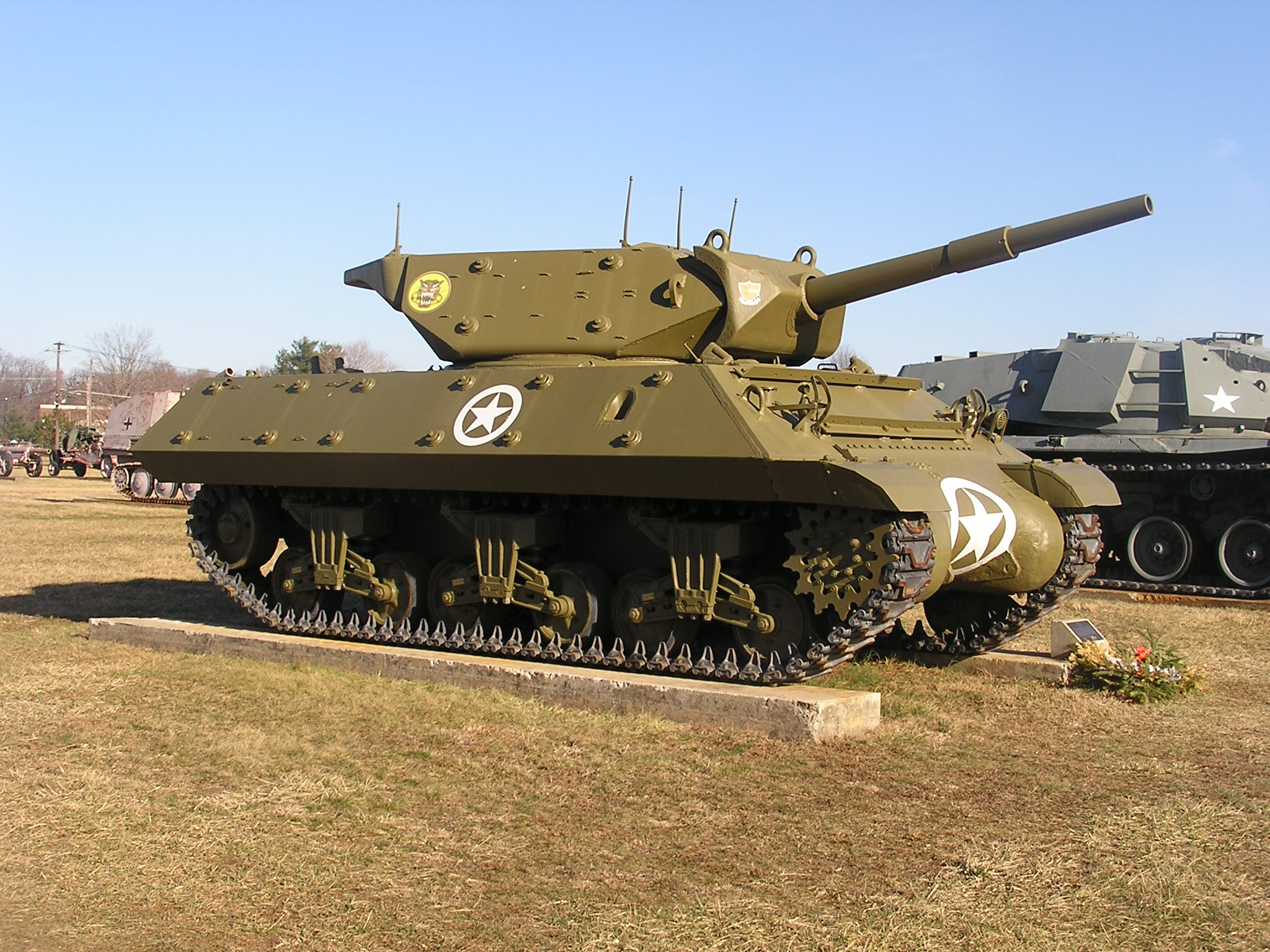
M10-vânător de tancuri american

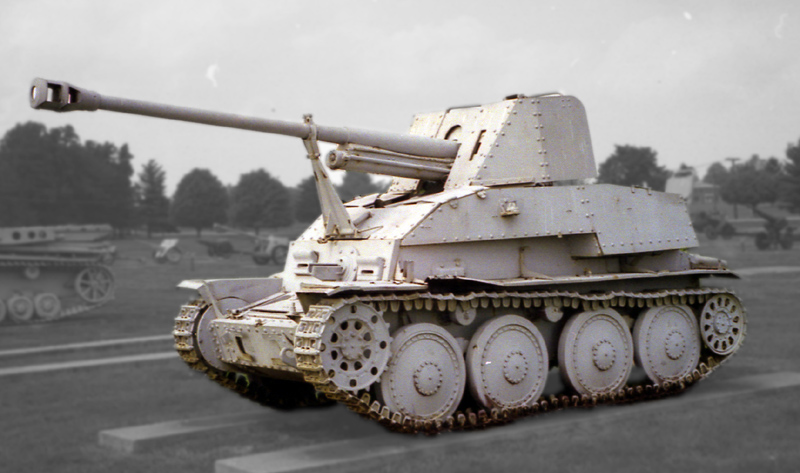
Marder-III

- M1 Combat Car Light Tank (113; SUA)
- M2 Half Track Car transportor, și var. M9 și alte variante (17.000; SUA)
- M2 Light Tank (696; SUA)
- M2 Medium Tank (112; SUA) (nefolosit în luptă)
- Stuart (tanc) tanc ușor (22,743; SUA)
- M3 Half-track semișenilat de transport persoane (~43,000; SUA)
- M3 Lee/Grant tanc principal de luptă (6,258; SUA)
- M3 Scout Car (20.918; SUA)
- M3 GMC 75 mm (2.200+; SUA)
- M4 Sherman tanc mediu (49.234; SUA)
- M6 Tanc Greu (40; SUA) (niciodată nu s-a folosit în luptă)
- M7 Priest mortier 105 mm montat pe șasiu (3.940; SUA)
- M8 Greyhound autoblindat (8,523; SUA)
- M8 Scott Mortier 75 mm montat pe șasiu  (1.778; SUA)
- M10 Wolverine 3 țoli, vânător de tancuri (6.706; SUA)
- M11/39 tanc principal de luptă (100; Italia)
- M12 mortier 155 mm montat pe șasiu  (100; SUA)
- M13/40 tanc principal de luptă (779; Italia)
- M14/41 tanc principal de luptă (939; Italia)
- M15/42 tanc principal de luptă (118; Italia)
- M18 Hellcat Mortier 76 mm montat pe șasiu (2.507; SUA)
- M20 Armored Utility Car (3.791; SUA)
- M22 Locust tanc ușor aeropurtat (830; SUA)
- M24 Chaffee tanc ușor (4.731; SUA)
- M25 Dragon Wagon transportor tanc blindat (1.300+; SUA)
- M26 Pershing tanc greu (1.400+; SUA)
- M36 Jackson Mortier 90 mm montat pe șasiu, vânător de tancuri (1.413; SUA)
- M38 Wolfhound prototip autoblindat (SUA)
- M39 Pantserwagen autoblindat DAF (12; Olanda)
- M39 Armored Utility Vehicle transformat din M18 Hellcat (650; SUA)
- M40 GMC Tun 155 mm montat pe șasiu (311; SUA)
- M1917 tanc ușor (varianta americană a Renault FT-17) (952; SUA)
- Maeda Ku-6 prototip tanc (1; Japonia)
- Marder I vânător de tancuri (170; Germania)
- Marder II autopropulsat 75 mm tun antitanc pe șasiu de Panzer II (651; Germania)
- Marder III vânător de tancuri (1,756; Germania)
- Mareșal prototip vânător de tancuri (România)
- Blindat Marmon-Herrington (5.746; Africa de Sud)
- Marmon-Herrington CTLS tanc ușor (440; SUA, folosit de Olanda în Indiile de Est, și pentru instrucție de  Australia)[1]
- Matilda Mk I tanc infanterie, Mk I (A11) (140; Marea Britanie)
- Matilda Mk II tanc infanterie, Mk II (A12) (2.987; Marea Britanie)
- Maultier SdKfz 4 blindat semișenilat version (Germania)
- Maus (tanc) prototip tanc supergreu (2; Germania)
- Möbelwagen tun antiaerian autopropulsat (<300; Germania)
- Morris CS9 autoblindat ușor (100; Marea Britanie)
- Morris (vehicul) vehicul ușor de recunoaștere (2.200+; Marea Britanie)
- Morris Mk IV autoblindat (8; Irlanda)

#### N

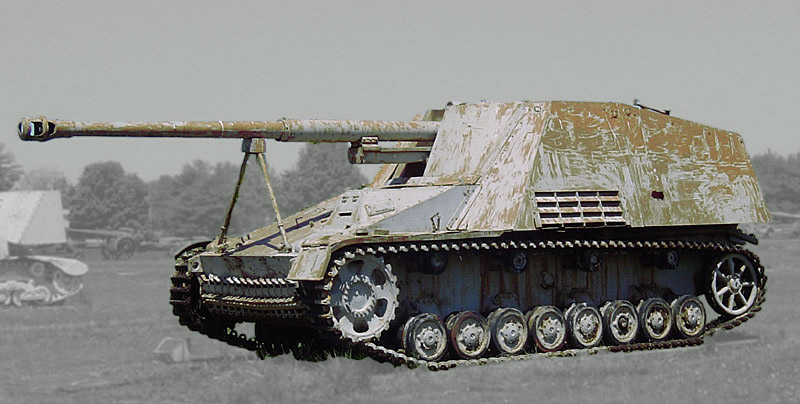
Nashorn- vânător de tancuri geman

- Nahuel tanc principal de luptă (16; Argentina)
- Nashorn (Hornisse) vânător de tancuri (473; Germania)
- Neubaufahrzeug prototip tanc (5; Germania)
- NI Tank tanc improvizat (68; Uniunea Sovietică)
- Nimrod (40M) tun antiaerian autopropulsat (135; Ungaria)
- NKL-26 blindat (Uniunea Sovietică)

#### O

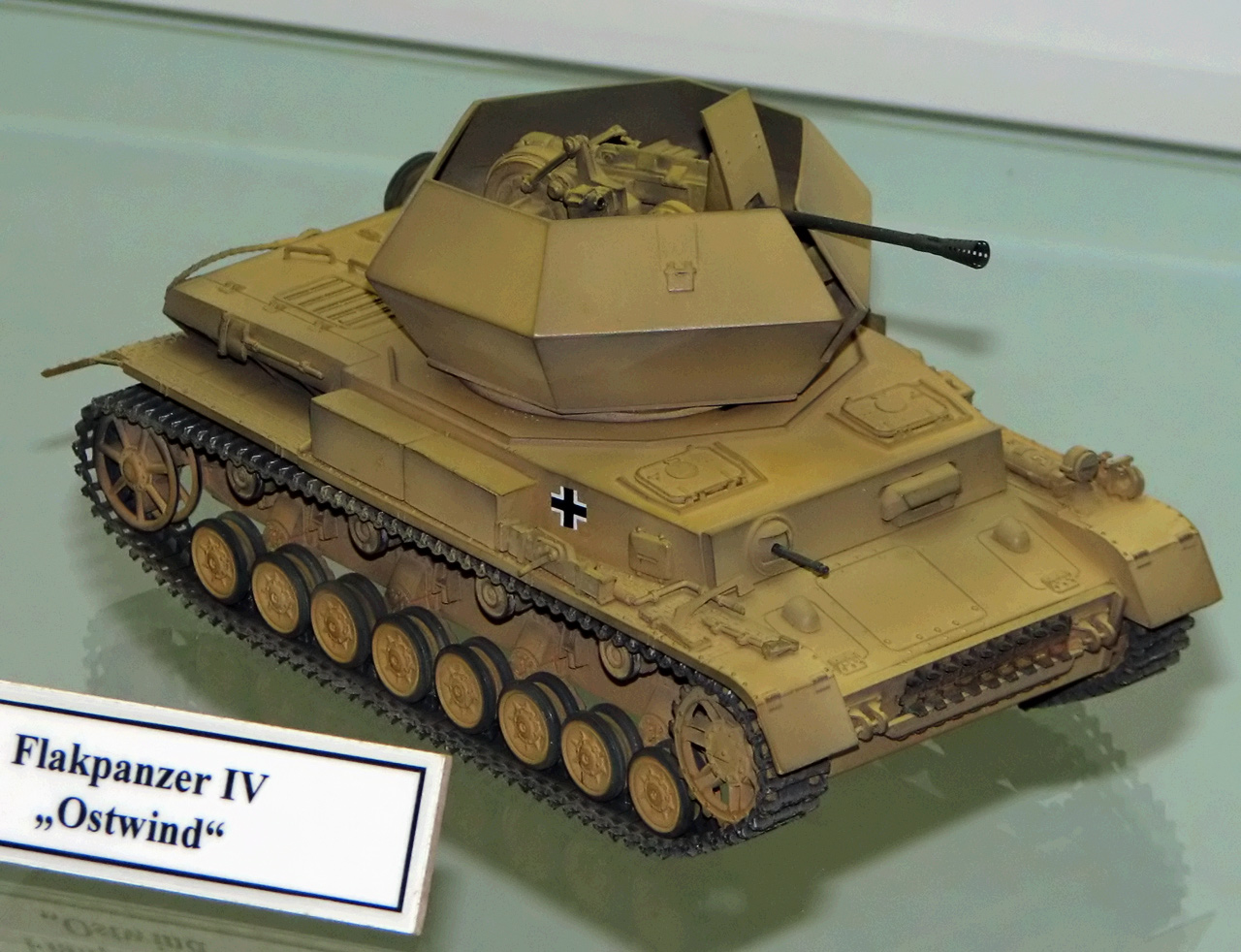
Ostwind - armă antiaeriană autopropulsată germană

- OA vz.27 autoblindat (16; Cehoslovacia)
- OA vz. 30 autoblindat (52; Cehoslovacia)
- O-I prototip tanc supergreu (2; Japonia)
- Ostwind Flakpanzer IV  armă antiaeriană autopropulsată (45; Germania)
- Otter vehicul de recunoaștere (1.761; Canada)

#### P

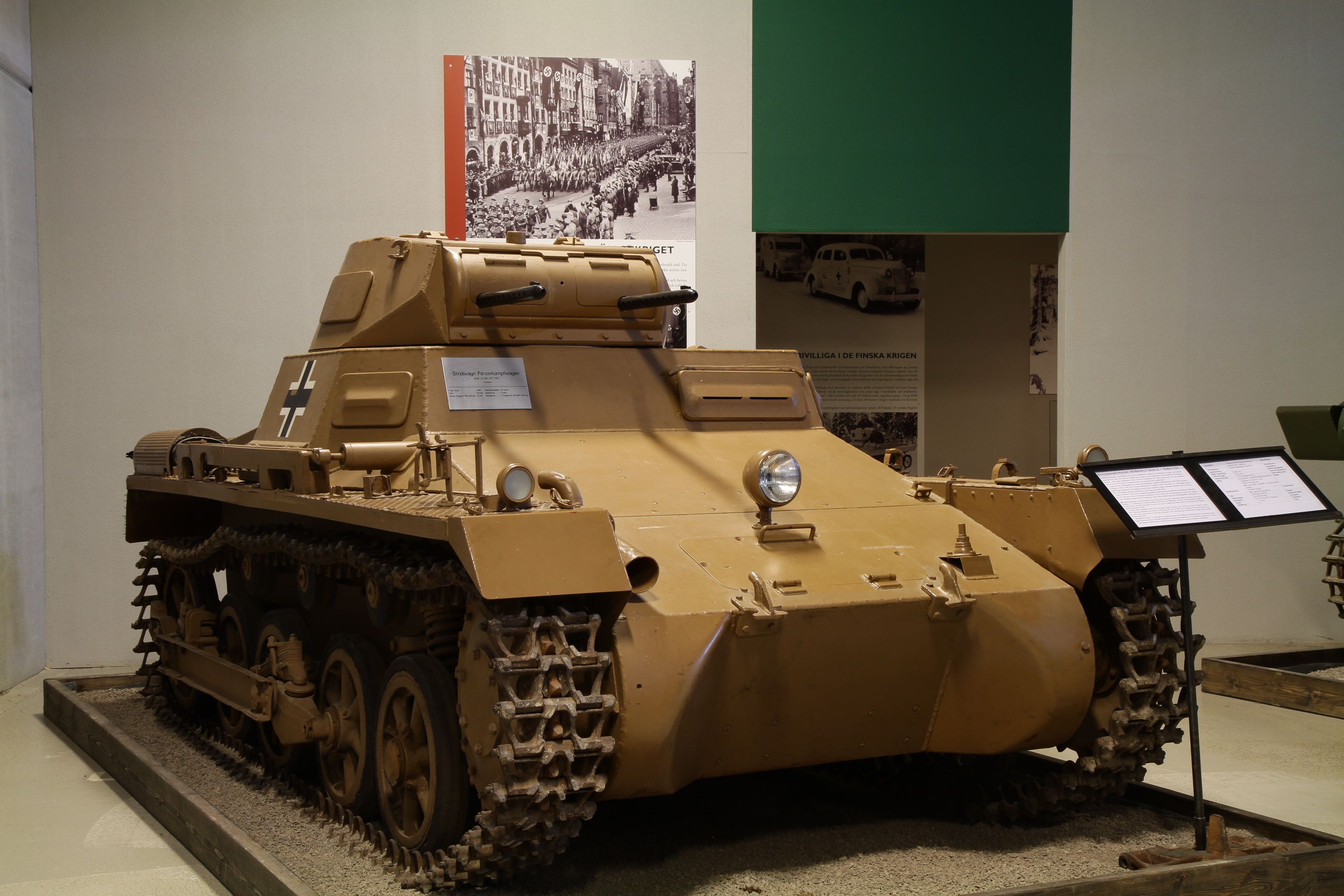
Panzer I

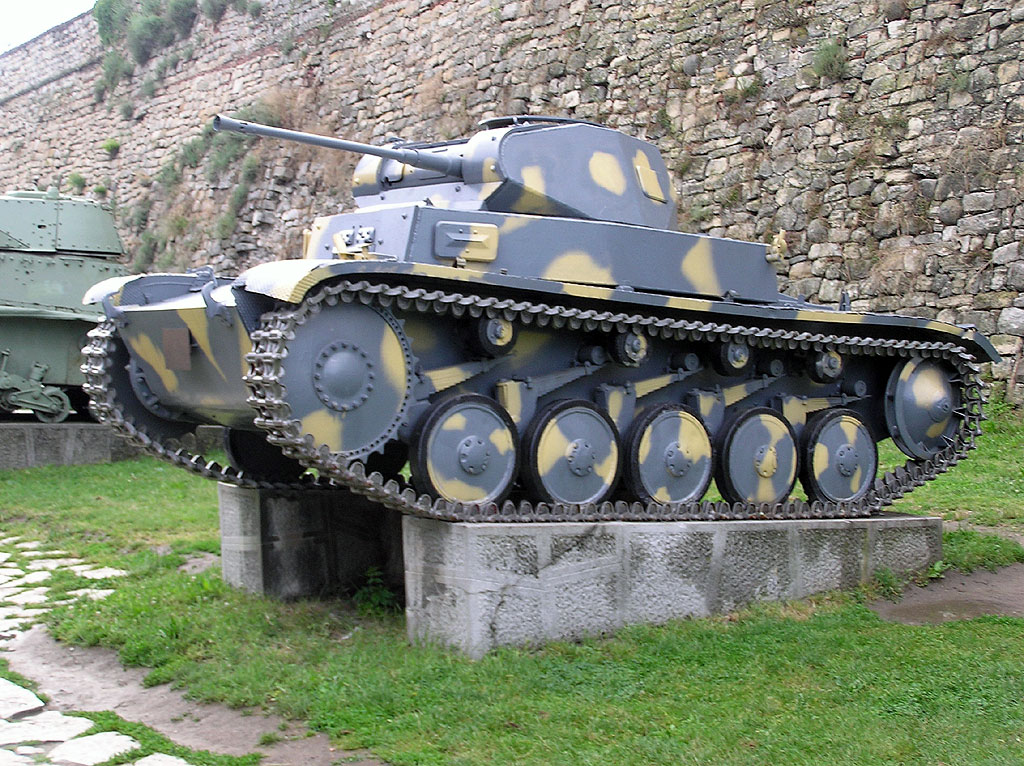
Panzer II

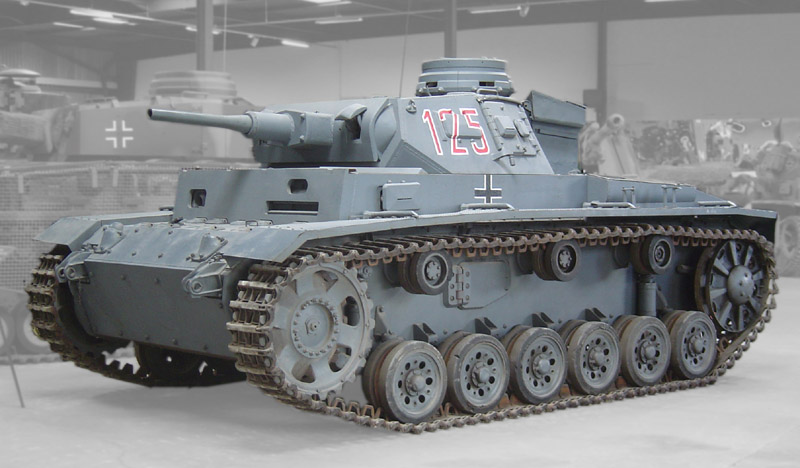
Panzer III

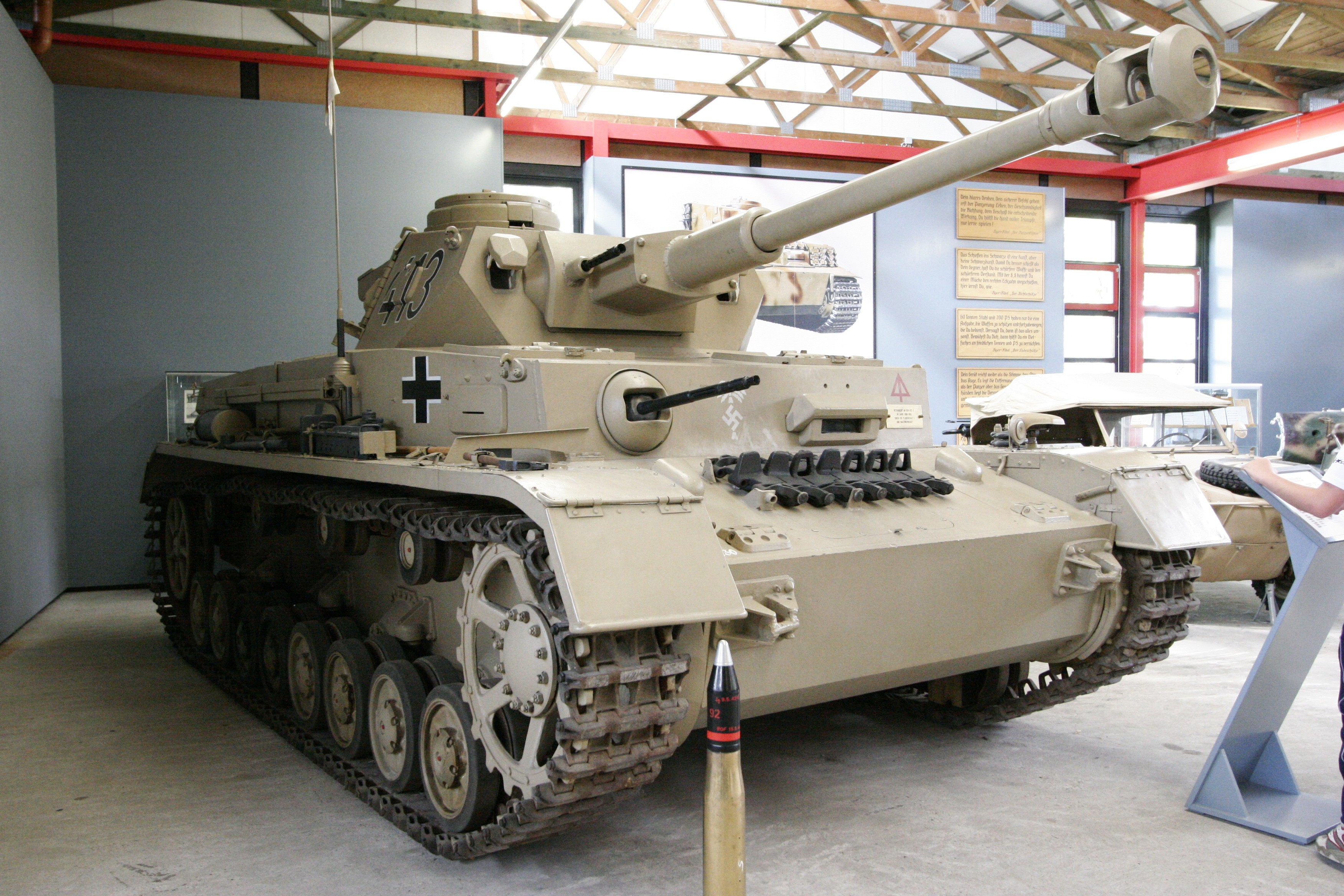
Panzer IV

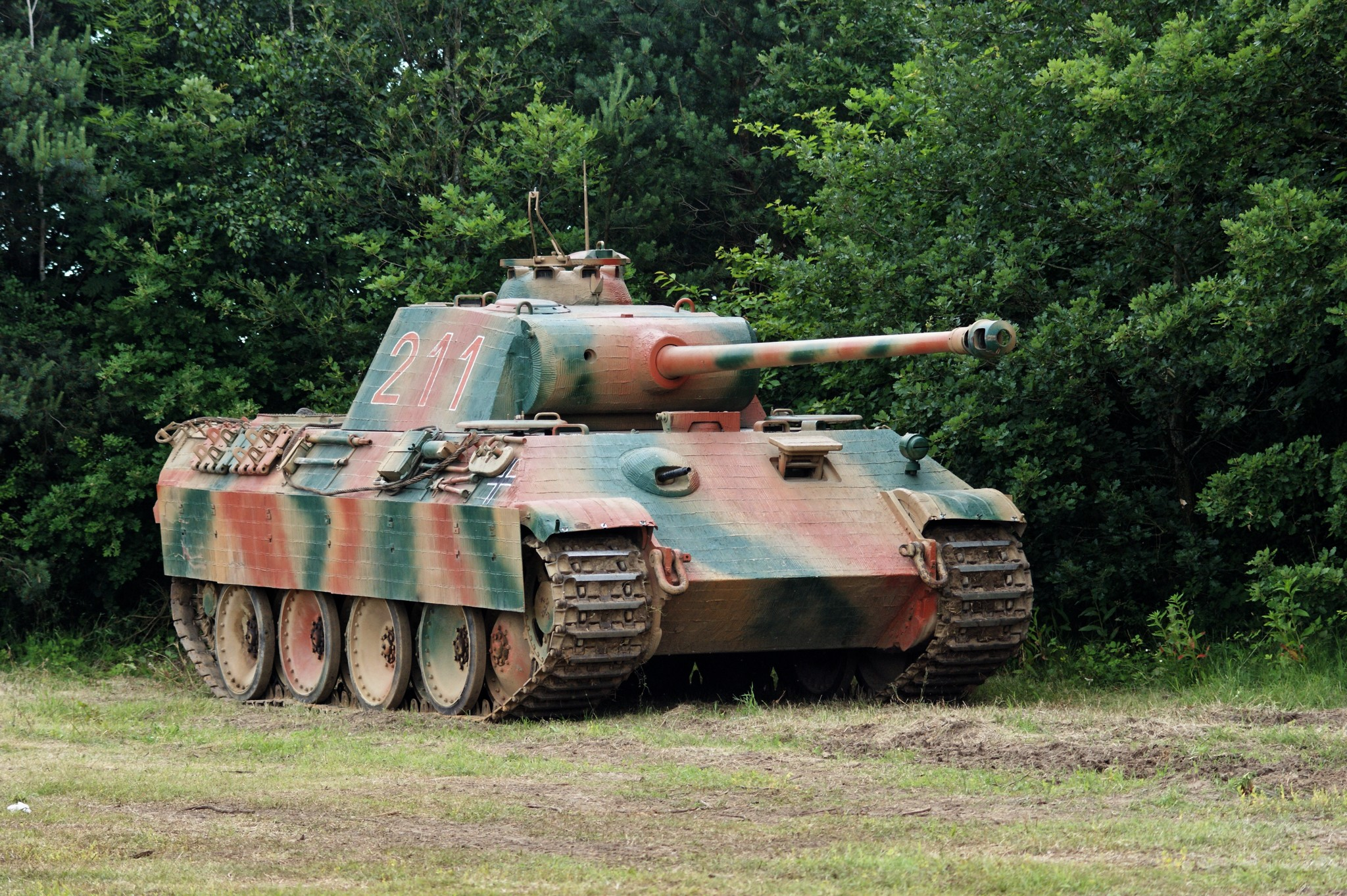
Panzer V Panther

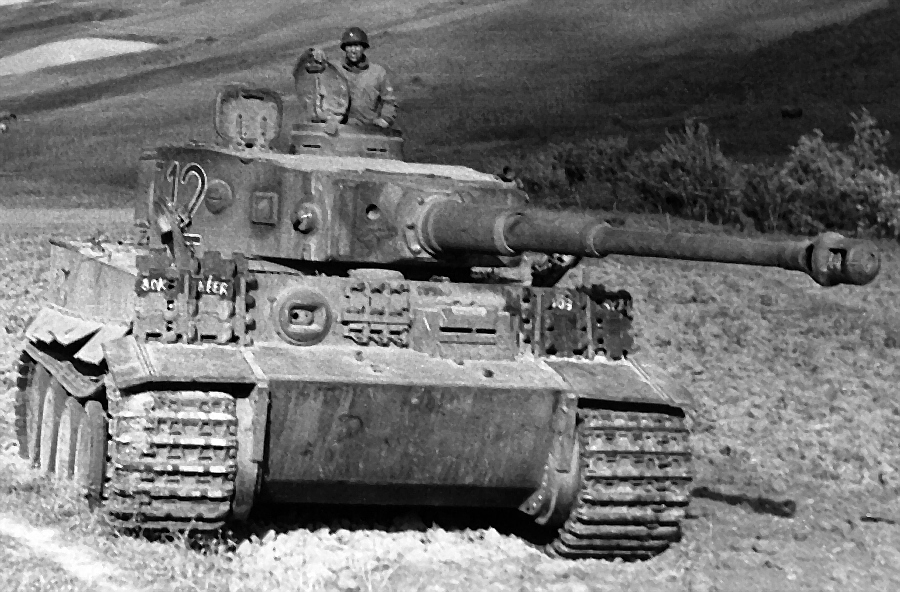
Panzer VI E Tiger I

- P-40 tanc greu (Carro Pesante P26/40) (103; Italia)
- Panhard 178 autoblindat (1.143; Franța)
- Panzer I tanc ușor (1.893; Germania)
- Panzer II tanc ușor (1.856; Germania)
- Panzer III tanc mediu (5.774; Germania)
- Panzer IV tanc principal de luptă (8.509; Germania)
- Panther tanc principal de luptă (6.132; Germania)
- Panzer VI E Tiger I tanc greu (1.355; Germania)
- Panzer VI B Tiger II tanc greu (487; Germania)
- Panzer VII Löwe prototip (Germania)
- Panzer VIII Maus prototip (3; Germania)
- Panzer 35(t)
- Panzer 38(t)
- Panzerjäger I vânător de tancuri ușor (202; Germania)
- Panzer-Selbstfahrlafette II prototip vânător de tancuri semișenilat (2; Germania)
- Tanchetă PPG prototip (~100, Uniunea Sovietică)

#### R

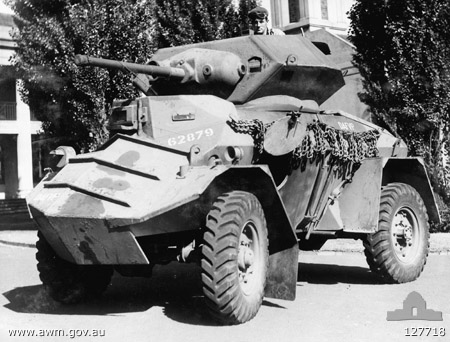
Rhino - Australia

- Ram tanc principal de luptă (2,993; Canada)
- Renault R 35 tanc ușor (1.500; Franța)
- Renault R40 tanc ușor (185; Franța)
- Rhino vehicul blindat greu  prototip (Australia)
- Rolls-Royce Armoured Car vehicul blindat greu (76+; Marea Britanie)
- Rover Light Armoured Car vehicul blindat ușor nefolosit în lupte (238; Australia)
- RSO/PAK 40 vânător de tancuri (60; Germania)

#### S
- S1 Scout Car (~40; Australia)

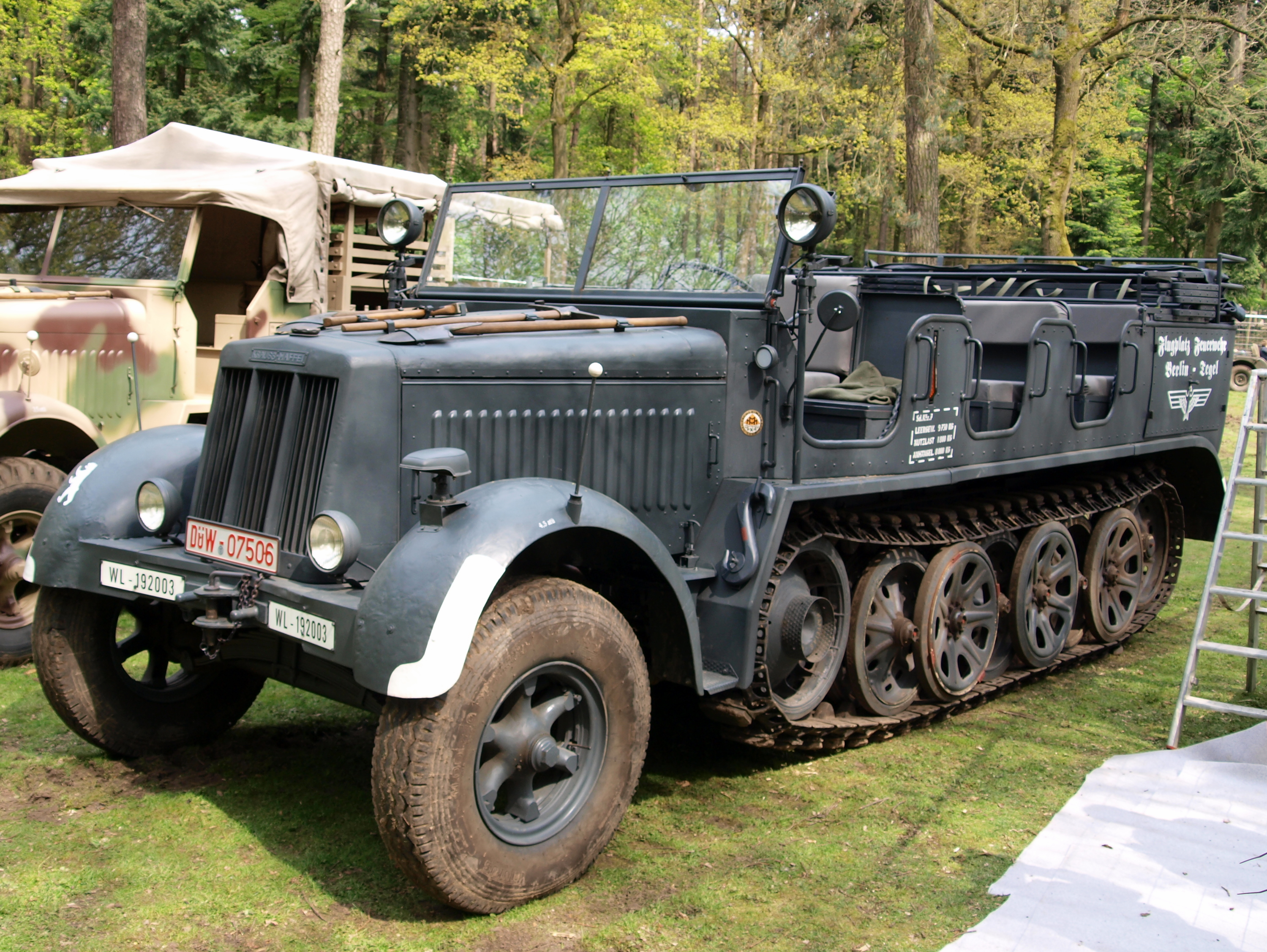
Sd.Kfz. 7 Semişenilat

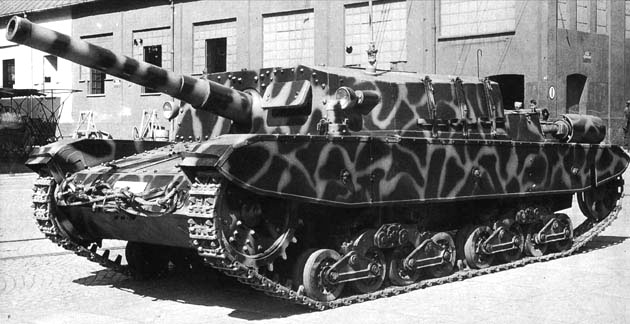
Semovente 105 mm, vânător de tancuri

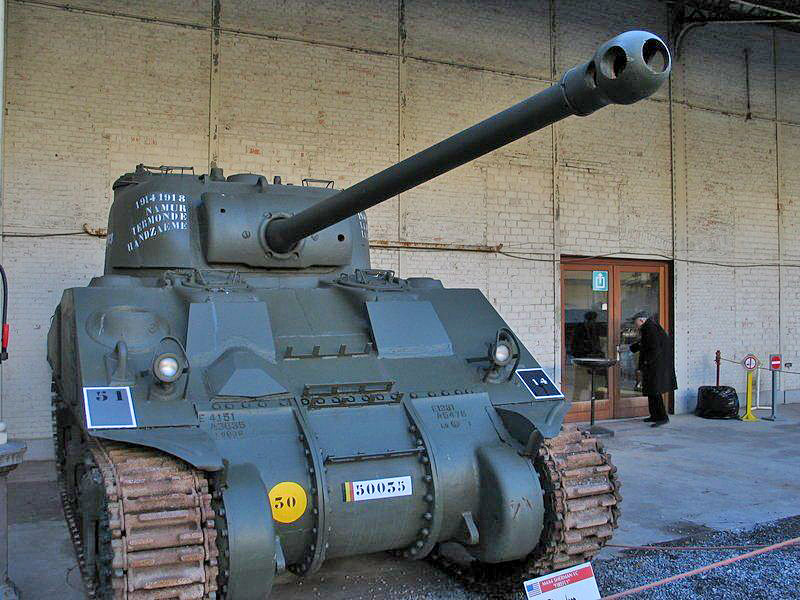
Sherman Firefly tanc britanic

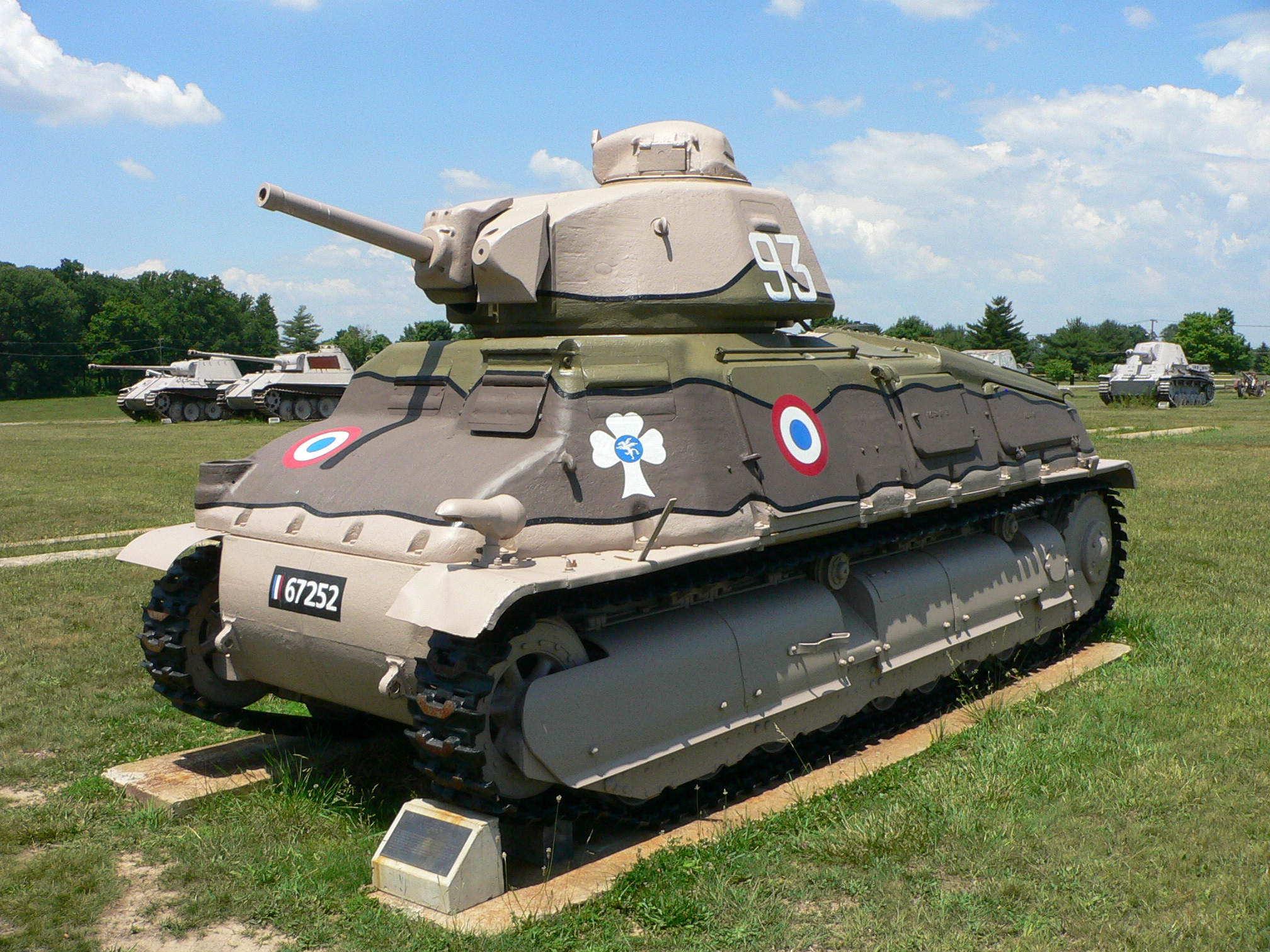
Somua S35 Tanc francez

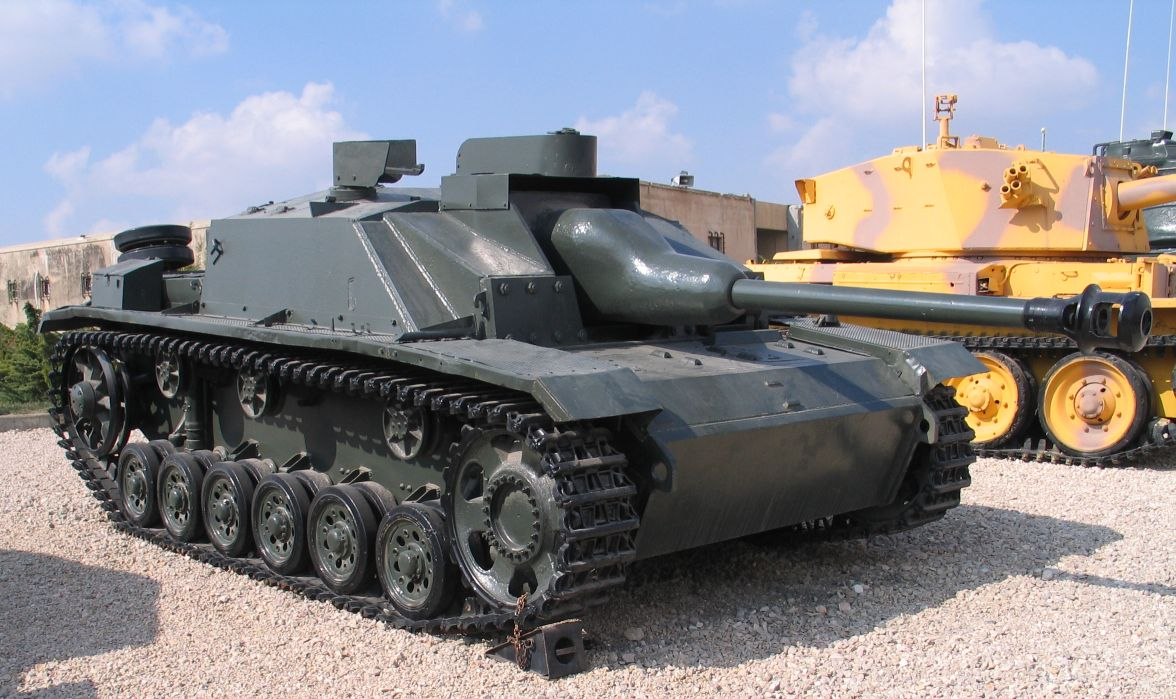
StuG-III tun de asalt autopropulsat german

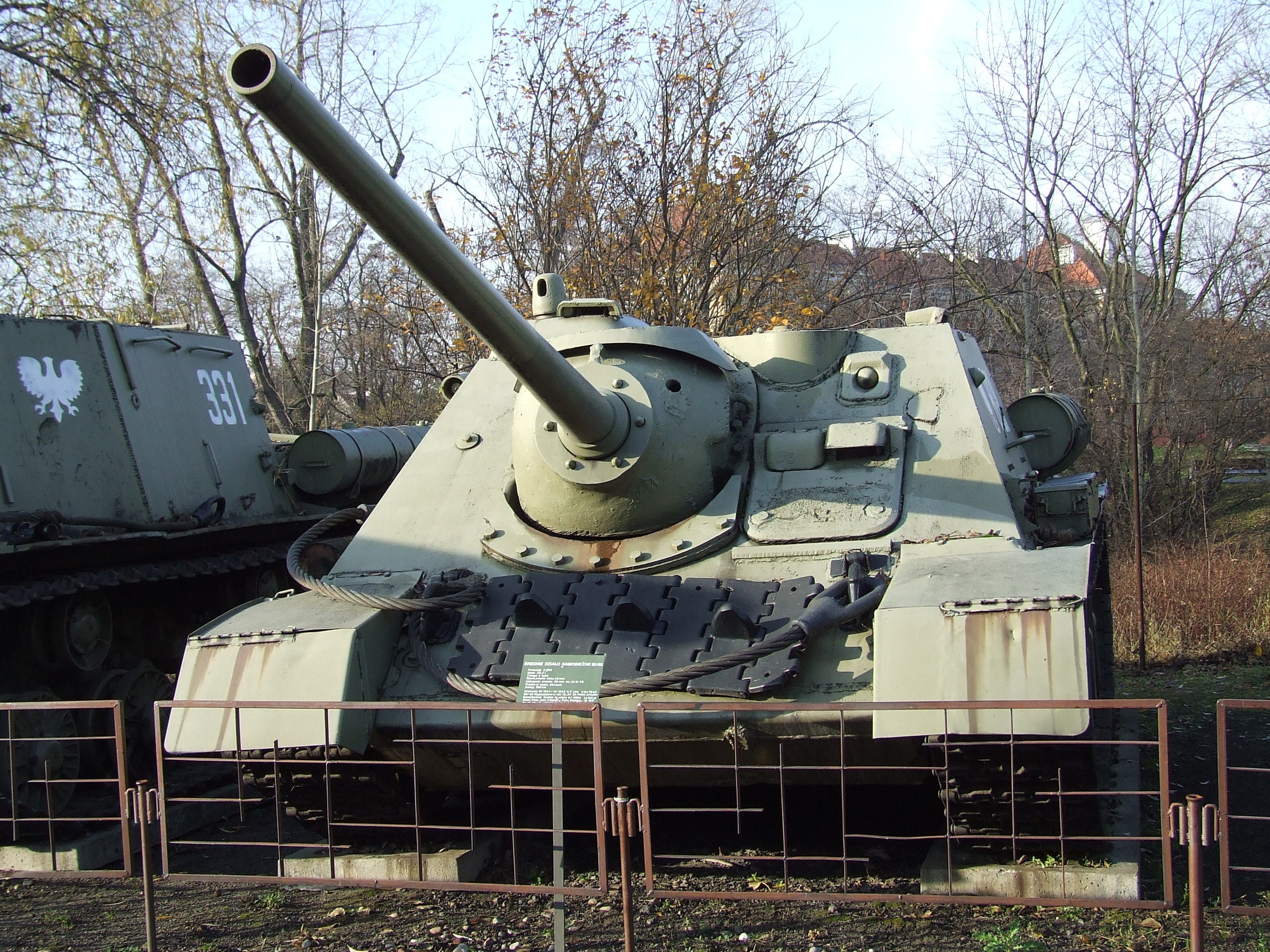
SU-85 tun autopropulsat sovietic

- Samochód pancerny wz. 29 autoblindat (10-13; Polonia)
- Samochód pancerny wz. 34 autoblindat (~80; Polonia)
- Schofield tanc tanc ușor prototip (1; Noua Zeelandă)
- Schwere Wehrmachtschlepper blindat semișenilat (825, incluzând versiunea neblindată; Germania)
- SdKfz 7 varianta antiaeriană blindată (Germania)
- SdKfz 221/222/223 serie de autoblindate ușoare (~3.340; Germania)
- SdKfz 231/232/233/234/263 serii de autoblindate grele (~1.800; Germania)
- SdKfz 247 mașină de comandă blindată (68; Germania)
- SdKfz 250 (plus 252 & 253) blindat semișenilat (13.000 +; Germania)
- SdKfz 251 blindat semișenilat (Modelele A, B și C: 4,650. Model D: 10.602; Germania)
- SdKfz 254 mașină de recunoașterer (140; Austria & Germania)
- Semovente 47/32 autotun (~300; Italia)
- Semovente 75/18 autotun (262; Italia)
- Semovente 75/34 autotun (192; Italia)
- Semovente 75/46 autotun (15; Italia & Germania)
- Semovente 90/53 autotun (48; Italia)
- Semovente 105/25 autotun (90; Italia)
- Semovente da 149/40 prototip autotun (1; Italia)
- Tanc Sentinel Australian (65; Australia)
- Sexton mortieră autopropulsată (2.150; Canada)
- Sherman Firefly tanc mediu (~2.200; Marea Britanie & SUA)
- sIG33 pe Panzer I: tun greu pe șasiu de Pz I  (38; Germania)
- sIG33 auf Panzer II tun greu pe șasiu de Pz II  (12; Germania)
- Skink anti-aircraft tanc prototip (3; Canada)
- SMK tanc prototip tanc greu  (1; Uniunea Sovietică)
- SOMUA S35 tanc (430; Franța)
- Springer vehicul de atac al cazematelor Sd.Kfz.304 (~50; Germania)
- Standard Beaverette autoblindat (~2,800; Marea Britanie, Noua Zeelandă)
- Stormartillerivagn m/43 tun de asalt (36; Suedia)
- Stridsvagn m/21 (10; Suedia)
- Stridsvagn m/31 (3; Suedia)
- Stridsvagn m/35
- Stridsvagn m/37 tanc ușor (48; Suedia)
- Stridsvagn m/38, m/39, m/40 sau Strv L-60 tanc ușor (219; Suedia)
- Stridsvagn m/41 tanc (238; Suedia)
- Stridsvagn m/42 tanc (282; Suedia)
- StuG III tun de asalt  (10.619; Germania)
- StuG IV tun de asalt  (1.139; Germania)
- StuIG 33B tun de asalt  (24; Germania)
- Sturer Emil prototip vânător de tancuri (2; Germania)
- Sturmtiger tun de asalt greu (18; Germania)
- Sturmpanzer IV Brummbär SdKfz166, tun de asalt (306; Germania)
- St vz 39 prototip tanc principal de luptă (2; Cehoslovacia)
- SU-14 tun de asalt greu (2; Uniunea Sovietică)
- SU-76 tun de asalt (14,292; Uniunea Sovietică)
- SU-85 vânător de tancuri (2,050; Uniunea Sovietică)
- SU-100 vânător de tancuri (2,495; Uniunea Sovietică)
- SU-100Y prototip autotun (1; Uniunea Sovietică)
- SU-122 tun de asalt (1.150; Uniunea Sovietică)
- SU-152 tun de asalt greu (671; Uniunea Sovietică)
- Sumida M.2593 autoblindat (Japonia)

#### T
- T13 tanchetă (200; Belgia)
- T14 Tanc Greu prototip (2; SUA)
- T15 tanchetă. (42+; Belgia)

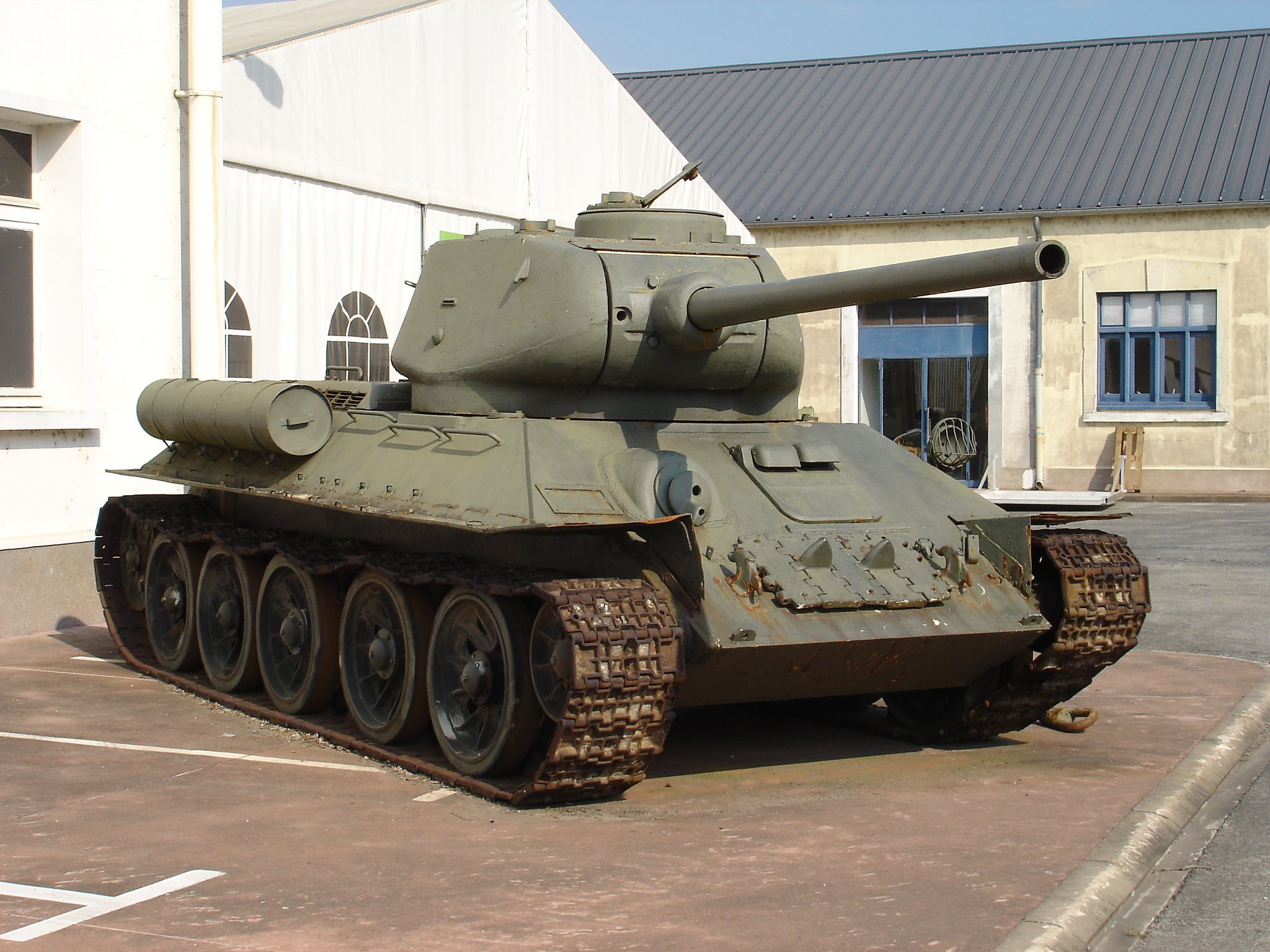
T-34 Tanc sovietic

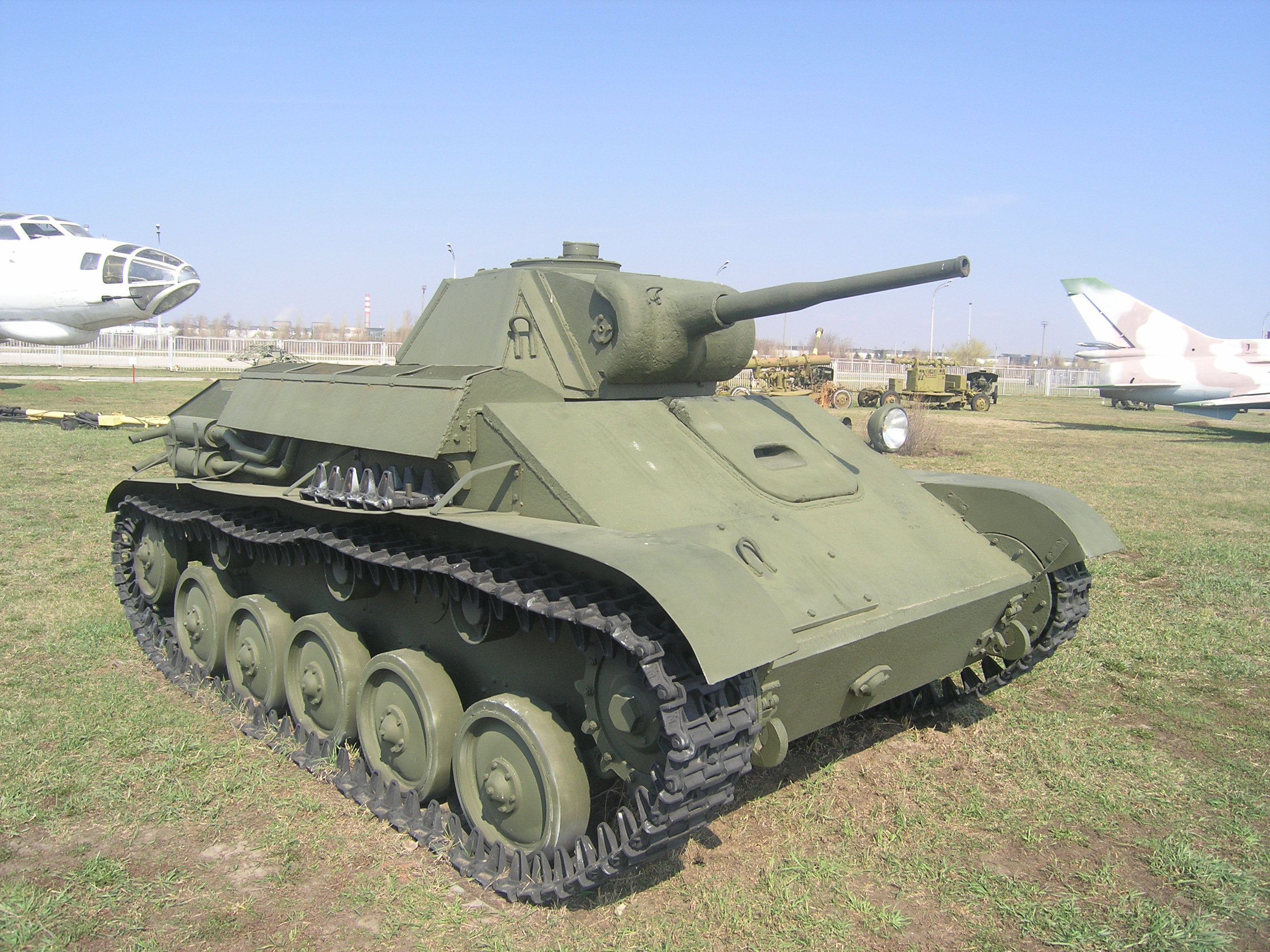
T-70-tanc uşor sovietic

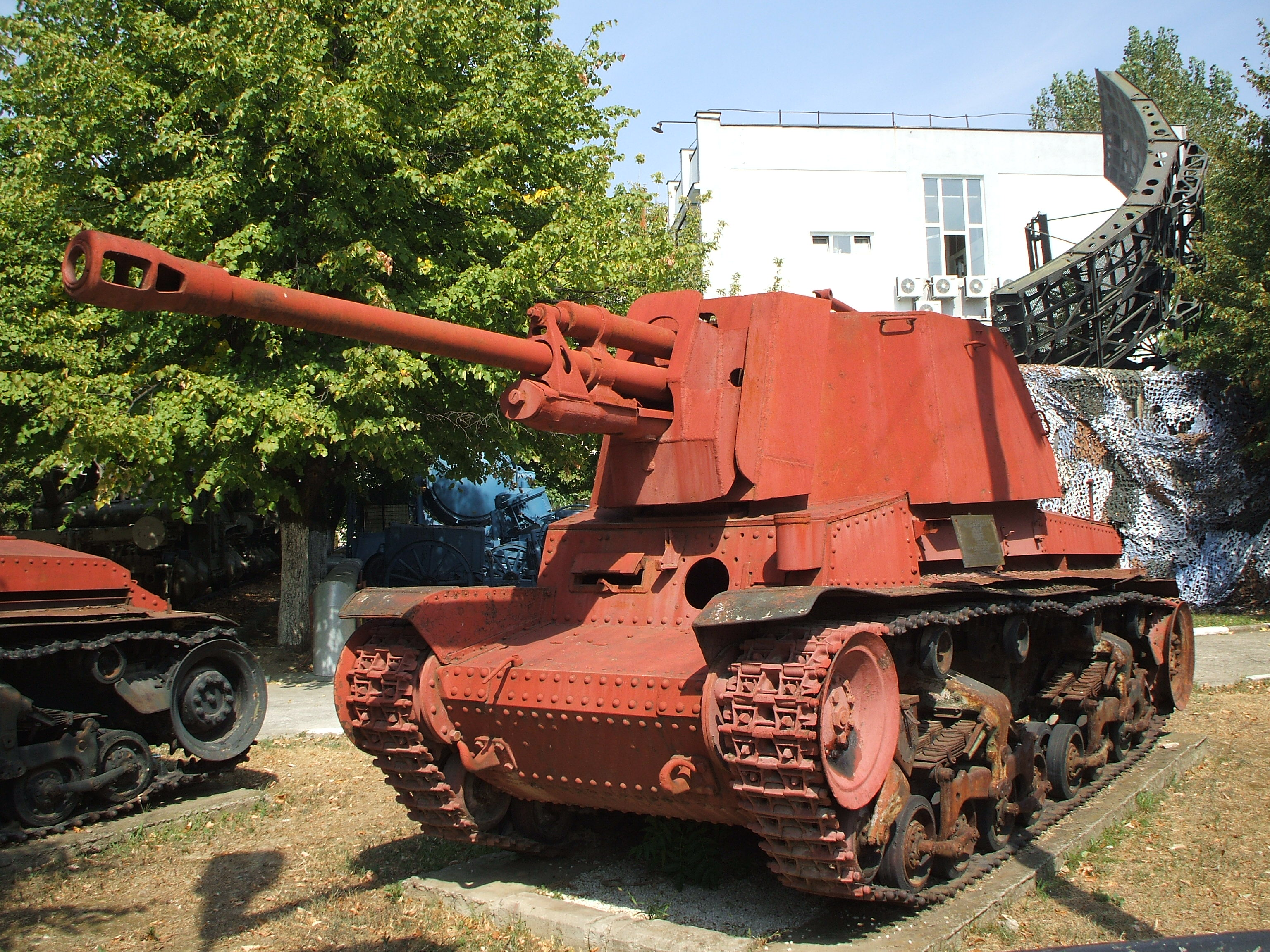
TACAM R-2 autotun românesc

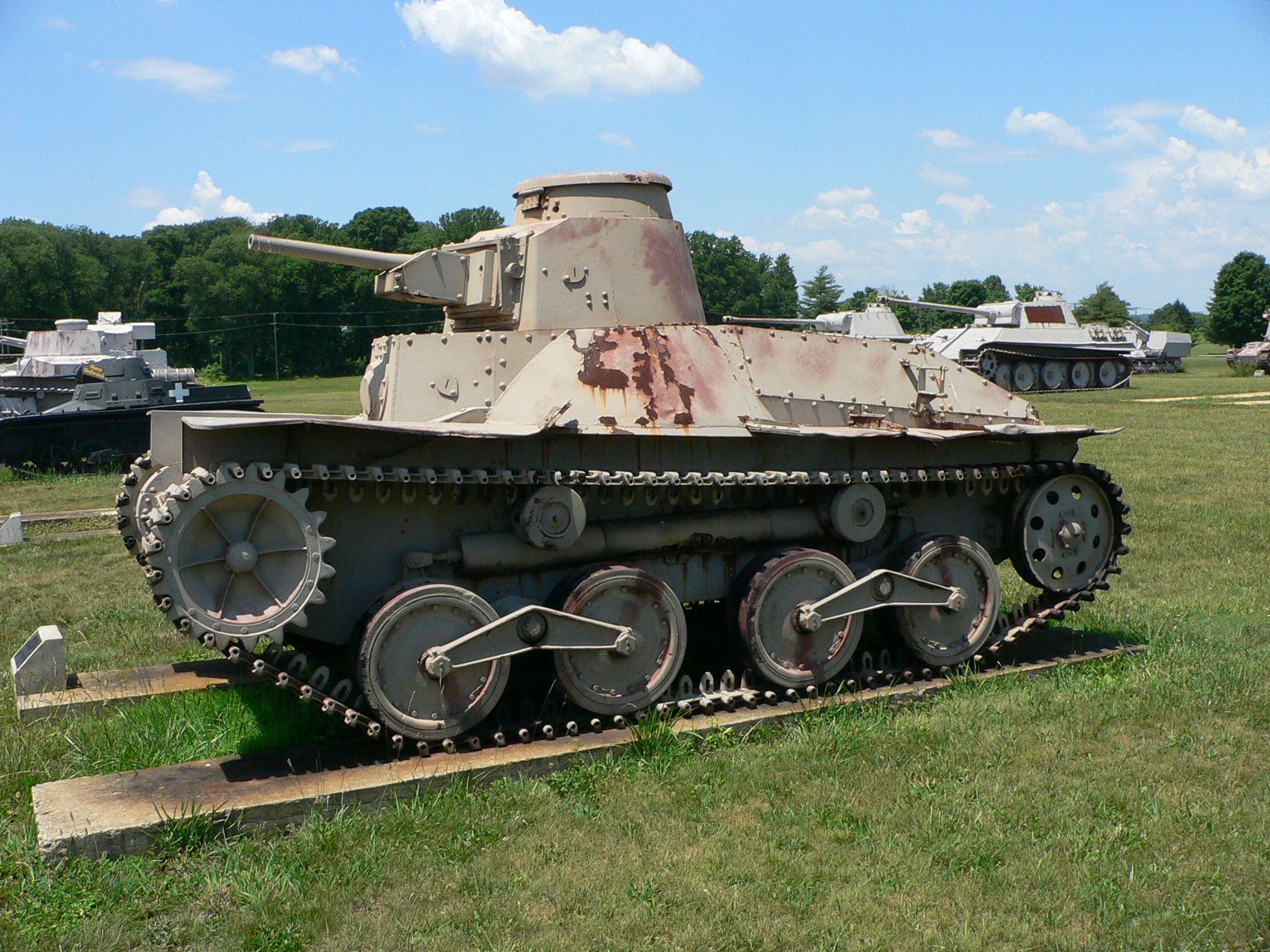
Tipe 95 Ha-Go, Japonia

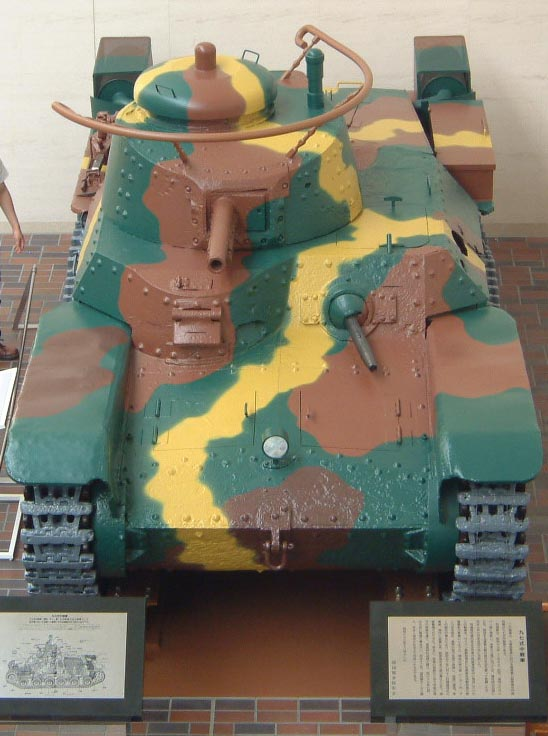
Tip 97 Chi-Ha, tanc de comandă Japonia

- T17 Deerhound / T17E1 Staghound autoblindat (~4.000; SUA)
- T18 Boarhound autoblindat (30; SUA)
- T20 tanc mediu serie de prototipuri (301; SUA)
- T27 Armored Car prototip (2; SUA)
- T28 tanc super-greu prototip, numit și  T95 GMC (2; SUA)
- T29 tanc greu prototip (6; SUA)
- T30 tanc greu prototip (SUA)
- T55E1 Motor Carriage prototip vânător de tancuri pe roți (SUA)
- T92 Howitzer Motor Carriage prototip artilerie autopropulsată (5; SUA)
- T-26 tanc ușor, după licență Vickers 6-tone (10,300 tancuri și 1,701 alte vehicule; Uniunea Sovietică)
- T-27 tanchetă (2.540; Uniunea Sovietică)
- T-28 tanc principal de luptă (503; Uniunea Sovietică)
- T-34 tanc principal de luptă (34.740 + 22.259 T-34-85; Uniunea Sovietică)
- T-35 tanc greu (61; Uniunea Sovietică)
- T-37 tanc tanc amfibiu ușor (~1,200; Uniunea Sovietică)
- T-38 tanc tanc amfibiu ușor (~1,300; Uniunea Sovietică)
- T-40 tanc amfibiu ușor (222; Uniunea Sovietică)
- T-43 tanc prototip tanc principal de luptă (Uniunea Sovietică)
- T-44 tanc principal de luptă  (965; Uniunea Sovietică; probabil niciodată nu a fost folosit în luptă)
- T-50 tanc tanc ușor (69; Uniunea Sovietică)
- T-60 tanc ușor (6.292; Uniunea Sovietică)
- T-70 tanc ușor (8.226; Uniunea Sovietică)
- T-80 tanc ușor (120; Uniunea Sovietică)
- T-100 prototip tanc greu (2; Uniunea Sovietică)
- TACAM R-2 vânător de tancuri (21; România)
- TACAM T-60 vânător de tancuri bazat pe T-60 (34; România)
- Tančík vz. 33 tanchetă (74; Cehoslovacia)
- Terrapin (vehicul amfibiu) transportor blindat (500; Marea Britanie)
- Tetrarch tanc (numele uzual al Mk. VII)
- TK-3 and TKS tanchetă (575; Polonia)
- TOG1 prototip tanc greu (1; Marea Britanie)
- TOG2 prototip tanc greu (1; Marea Britanie)
- Toldi / Strv L-60 tanc ușor (202+; Ungaria & Suedia)
- Tortoise prototip tanc greu (6; Marea Britanie)
- Turán tanc principal de luptă (424; Ungaria)
- Tip 89 Chi-Ro (I-Go) tanc principal de luptă (409; Japonia)
- Tip 92 Jyu-Sokosha tanchetă (167; Japonia)
- Tip 93 Armoured Car (Japonia)
- Tip 94 Te-Ke tanchetă (823; Japonia)
- Tip 95 Ha-Go tanc ușor (2.375; Japonia)
- Tip 95 Tanc Greu prototip (1; Japonia)
- Tip 97 Te-Ke tanchetă (557; Japonia)
- Tip 97 Chi-Ha tanc principal de luptă (2,123; Japonia)
- Tip 97 Chi-Ni prototip tanc principal de luptă (1; Japonia)
- Tip 98 Ho-Ki tun antiaerian autopropulsat (Japonia)
- Tip 98 Ke-Ni tanc ușor (103; Japonia)
- Tip 98 So-Da transportor blindat pentru trupe (Japonia)
- Tip 98 Chi-Ho prototip tanc principal de luptă (Japonia)
- Tip 1 Chi-He tanc principal de luptă (170; Japonia)
- Tip 1 Ho-Ha blindat semișenilat (Japonia)
- Tip 1 Ho-Ki transportor blindat pentru trupe (Japonia)
- Tip 1 Ho-Ni I vânător de tancuri (124; Japonia)
- Tip 2 Ho-I tanc de suport al infanteriei (30; Japonia)
- Tip 2 Ka-Mi tanc amfibiu (184; Japonia)
- Tip 2 Ke-To tanc ușor (34; Japonia)
- Tip 3 Chi-Nu tanc principal de luptă (166; Japonia)
- Tip 3 Ho-Ni III vânător de tancuri (31-41; Japonia)
- Tip 3 Ka-Chi tanc amfibiu (19; Japonia)
- Tip 4 Chi-To prototip tanc principal de luptă (6; Japonia)
- Tip 4 Ha-To prototip obuzier autopropulsat  (4; Japonia)
- Tip 4 Ho-Ro autotun (~25; Japonia)
- Tip 4 Ka-Tsu tanc amfibiu (Japonia)
- Tip 4 Ke-Nu tanc ușor (~100; Japonia)
- Tip 5 Chi-Ri prototip tanc principal de luptă (2; Japonia)
- Tip 5 Ke-Ho prototip tanc ușor (1; Japonia)
- Tip 5 Na-To prototip vânător de tancuri (2; Japonia)
- Tip 5 To-Ku prototip tanc amfibiu (1; Japonia)

#### U
- Tanchetă Universal Carrier sau Bren gun carrier, Scout carrier, MG carriers (84,120; UK, SUA, Aus, NZ, Canada)
- Uralmash-1 prototip autotun (2; Uniunea Sovietică)

#### V

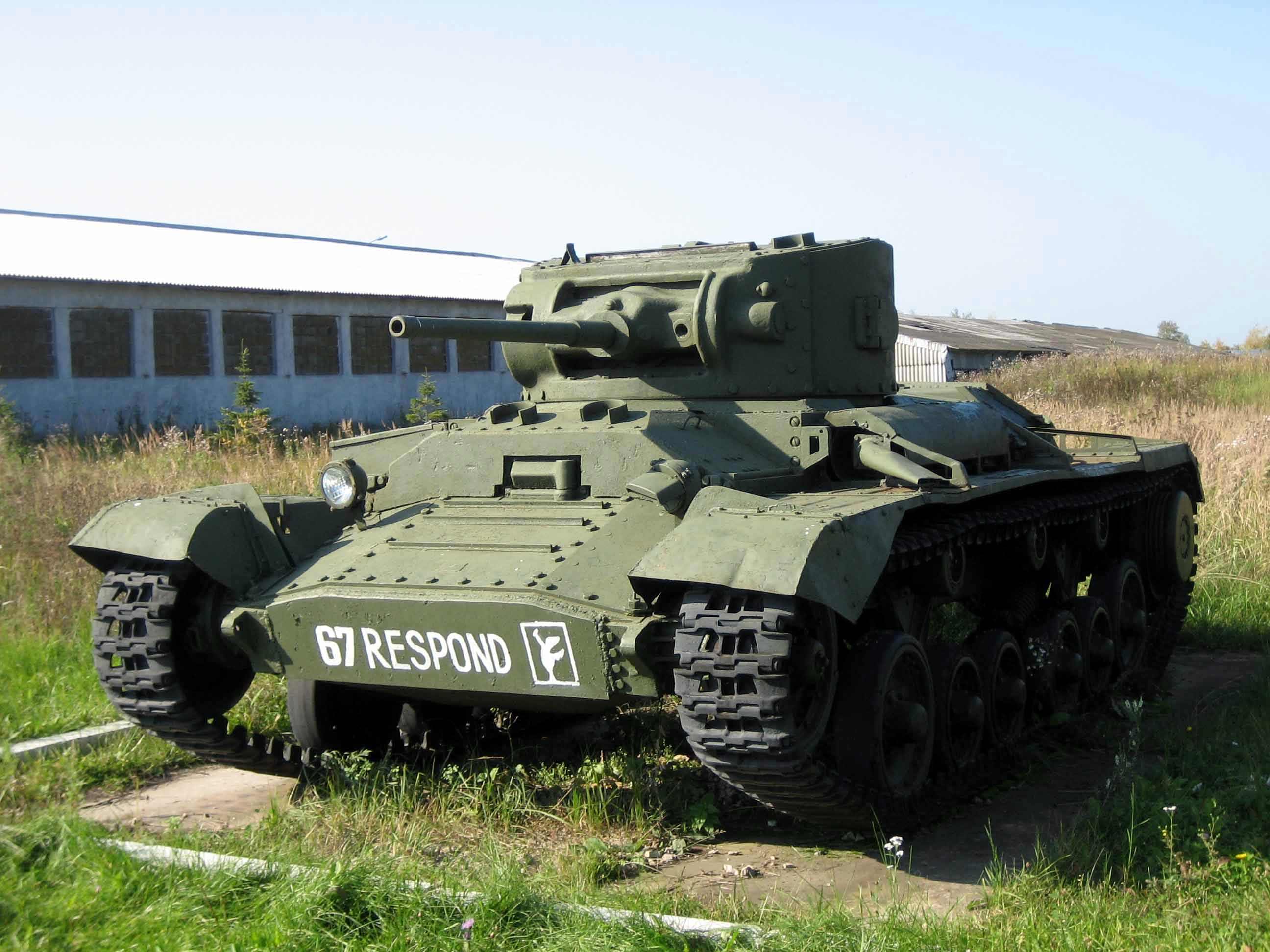
Valentine (Mk III) - tanc britanic

- Valentine tanc pentru infanterie, Mk III (8,275; Marea Britanie & Canada)
- Valiant tanc prototip tanc pentru infanterie (1; Marea Britanie)
- Verdeja prototip tanc (Spania)
- Vickers 6-Ton tanc ușor (Vickers Mk. E) (~153, doar pentru export; Marea Britanie)
- Vickers Medium Mark II (160; Marea Britanie)

#### W

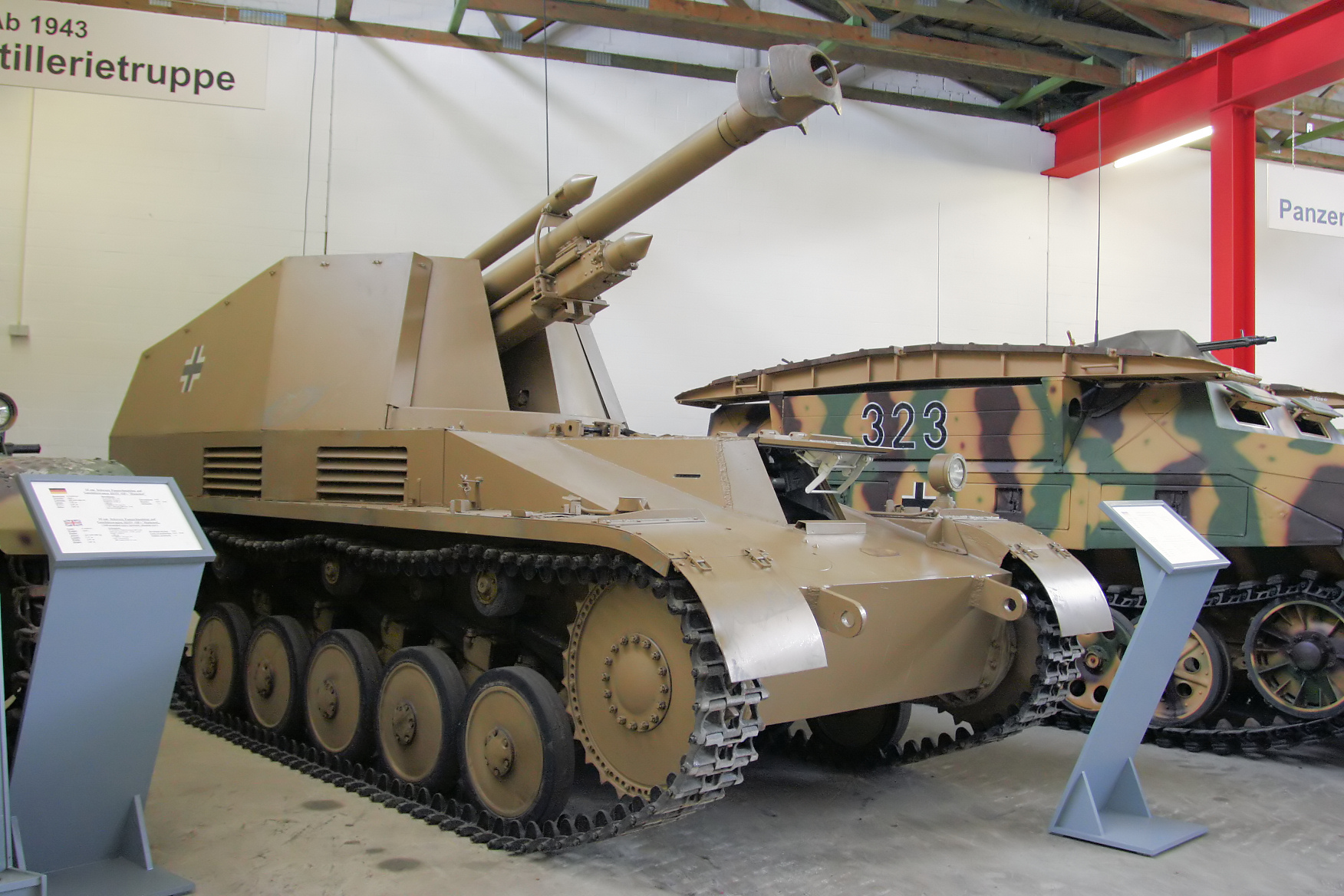
Wespe-obuzier autopropulsat german

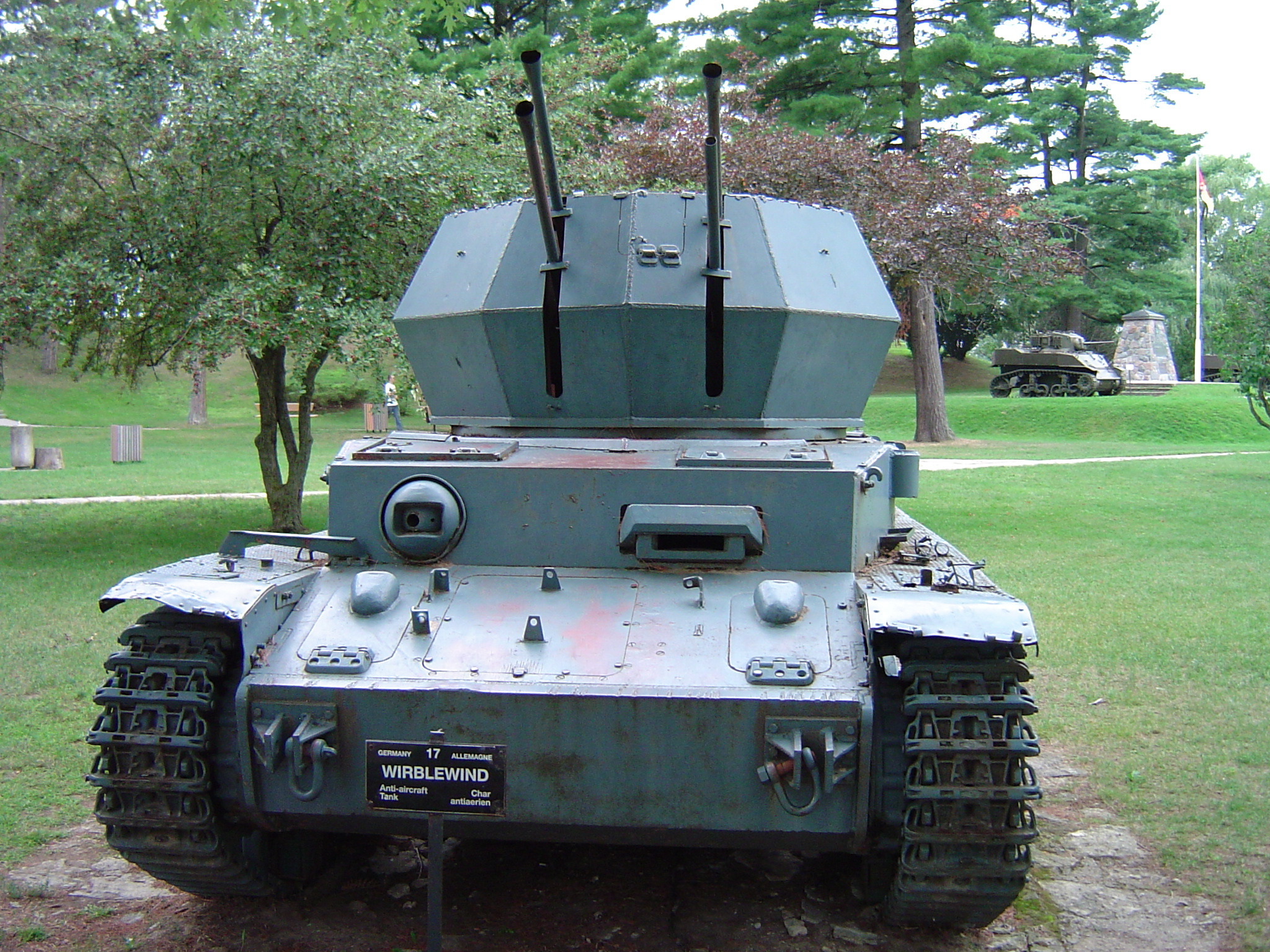
Wirbelwind armă antiaeriană autopropulsată

- Wespe mortier autopropulsat 105 mm pe șasiu Panzer II (676; Germania)
- Windsor Carrier (Canada)
- Wirbelwind armă antiaeriană autopropulsată (87-107; Germania)

#### Z
- ZiS-30 vânător de tancuri (101; Uniunea Sovietică)
- Zrínyi I and II autotun (40-66; Ungaria)
- ZSU-37 armă antiaeriană autopropulsată (75; Uniunea Sovietică)